# Römische Wandmalerei

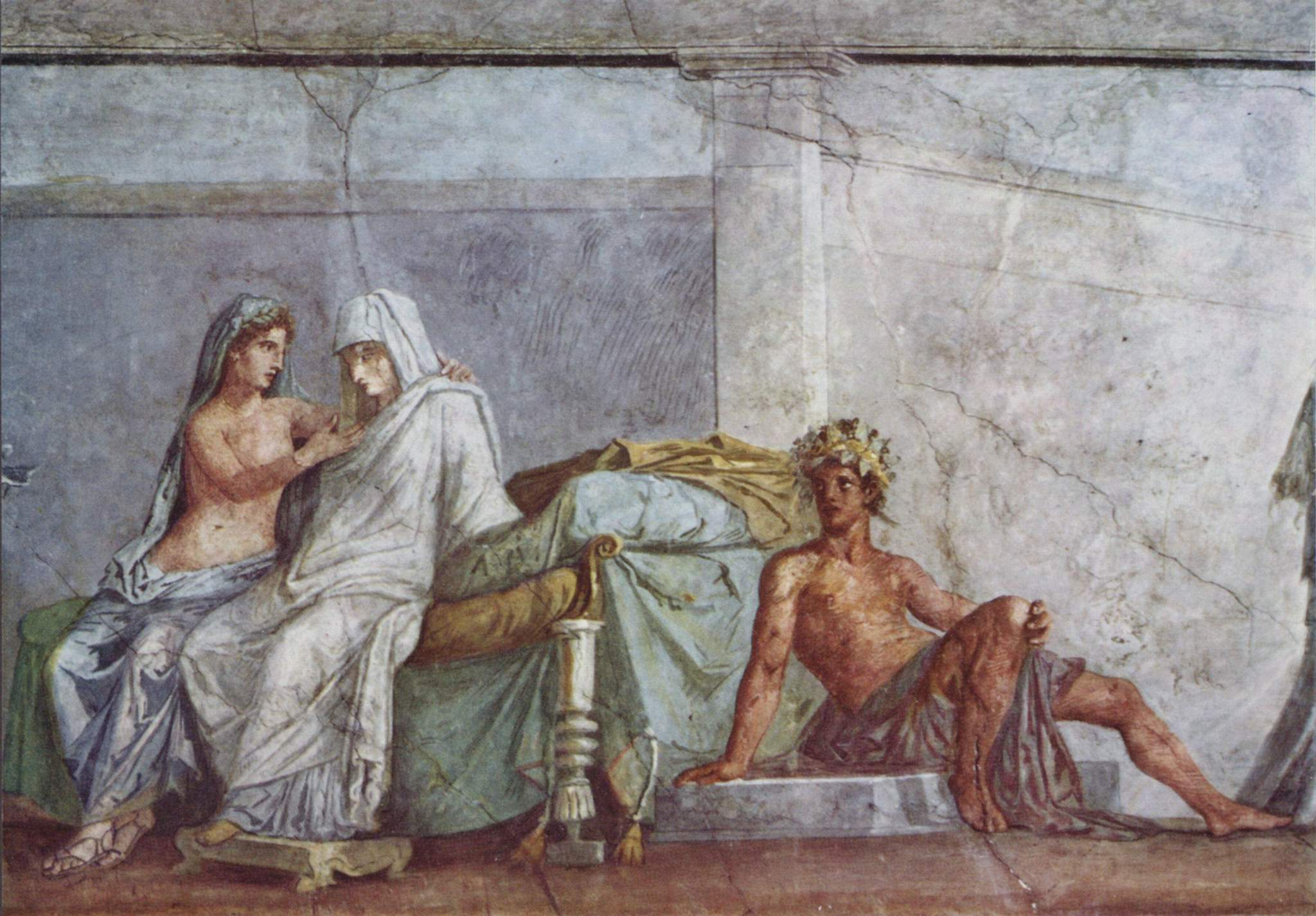
Teilansicht der Aldobrandinischen Hochzeit, Rom, augusteisch

Die römische Wandmalerei (nach dem wichtigsten Fundort auch römisch-pompejanische Wandmalerei) wird in verschiedene Wandmalstile, die im Römischen Reich vom 3. Jahrhundert v. Chr. bis zur Spätantike gebräuchlich waren, unterteilt. Nie vorher und nicht wieder nachher in der Geschichte der Menschheit hatten Wandmalereien eine so weite Verbreitung. Sie finden sich in den Wohnungen der Reichen, aber auch in kleinen Wohnbauten in der tiefsten Provinz, von Britannien bis nach Ägypten, von Pannonien (Ungarn) bis nach Marokko.

## Die Malerei in den Vesuvstädten
Der Ausbruch des Vesuvs im Jahr 79 n. Chr. verursachte einen Ascheregen über den Städten Pompeji und Herculaneum, der die dort befindlichen Malereien verschüttete. Dadurch bis zu ihrer Freilegung in der Neuzeit geschützt, erhielten sich diese Werke vergleichsweise gut und dienen daher als Ausgangspunkt der meisten Untersuchungen über römische Wandmalerei.
Pompeji wurde Ende des 16. Jahrhunderts durch Domenico Fontana wiederentdeckt. Fontana grub einen Stollen bis ins Forum, erkannte jedoch nicht, dass er auf die Reste Pompejis gestoßen war. Zu Beginn des 18. Jahrhunderts wurden die Grabungen durch Fürst d’Elboeuf fortgesetzt. Auch er arbeitete willkürlich und grub, ohne eine Vorstellung zu haben, an welchem antiken Ort er sich befand. Erst Karl III., König von Neapel und Sizilien, ließ gezielte Ausgrabungen durchführen. 1735 wurden die Arbeiten in Herculaneum begonnen, zehn Jahre später fanden erneut Ausgrabungen in Pompeji statt. Durch Joseph und Caroline Bonaparte (Geschwister Napoleons), die nacheinander den Thron Neapels bestiegen und die Grabungen förderten, erlebten diese einen neuerlichen Aufschwung. Im 19. Jahrhundert machte der italienische König Viktor Emanuel II. Giuseppe Fiorelli zum Ausgrabungsleiter. Dieser leitete erstmals systematische Ausgrabungen ein: der Schutt wurde entfernt, die Häuser mit Nummern versehen und in Regiones (Stadtteile) und Insulae (Wohnblocks) eingeteilt.

### Stile
1882 teilte August Mau die Wandmalerei von Pompeji bis zur Verschüttung der Stadt im Jahr 79 in vier Stile ein:
- 1. Stil / Mauerwerk- oder Inkrustationsstil: circa 200 bis 80 v. Chr.
- 2. Stil / Architektur- oder Illusionsstil: circa 100 bis 15 v. Chr.
- 3. Stil / ornamentaler Stil: circa 15 v. Chr. bis 50 n. Chr.
- 4. Stil / Phantasiestil: 50 bis 79 n. Chr.

Diese Stilformen wurden anhand der Befunde in Pompeji erarbeitet, spiegeln aber künstlerische Entwicklungen der gesamten römischen Wandmalerei wider und lassen sich daher auch an anderen Orten nachweisen. Grundlage für Ansätze zu deren Einteilung waren die historisch geordneten Beschreibungen Vitruvs zu den verschiedenen Arten der malerischen Wanddekoration, die in die Differenzierungen zwischen 1. und 2. Stil mündeten. Die Übergänge zwischen den vier Phasen sind fließend, sodass auch die zeitlichen Angaben nur ungefähre Richtwerte sein können.

### Techniken
Die meisten Malereien wurden mit einer Mischung aus Fresko- und Temperatechnik oder enkaustisch hergestellt. In mehreren Schichten wurde Putz auf die Wände aufgetragen, wobei die Anzahl der Schichten variieren konnte. Generell zeigen frühere Malereien und solche in reicheren Häusern mehr Schichten als spätere und solche in weniger reichen Wohnbauten. Von oben beginnend wurden die Putzschichten und dann die Malereien auf die Wand aufgetragen und unten zum Schluss fertiggestellt. Aufwendigere Malereien wurden zusätzlich poliert.

## Wandaufbau
Die Wände sind trotz großer Variationen im Detail nach demselben Schema aufgebaut. Es gibt immer eine Sockelzone, eine Mittelzone und eine Oberzone. Die Sockelzone ist meist eher einfach gestaltet, sie kann einfarbig sein, kann aber auch Imitationen von Marmor oder einfache Malereien von Pflanzen tragen. Geometrische Muster sind auch sehr beliebt. In der Mittelzone entfaltet sich dagegen das Hauptgewicht der Bemalung. Hier findet man je nach Stil aufwendige Architekturen oder einfache Felder, wobei der Wandmitte meist ein besonderes Gewicht zukam und von einem Gemälde geziert wurde. Feldermalereien, die vor allem ab dem 3. (ornamentaler) Stil sehr verbreitet waren, bestehen aus einem Wechsel breiter einfarbiger und schmaler, oft reich mit Pflanzen, irrealen Architekturen oder anderen Mustern dekorierter Felder. In der Oberzone finden sich gerne leichte Architekturen. Die Oberzone fehlt bei vielen einfachen Wandmalereien in den Provinzen.
Deckenmalereien, die viel weniger gut erhalten sind als solche der Wände, folgen zwei Grundtypen. Es gibt einfache Muster, vor allem Kreise oder Kassetten, die endlos wiederholt werden oder die Decke ist auf einen Mittelpunkt hin, oft mit einer Figur, komponiert.
An einigen wenigen Befunden lässt sich eine einheitliche Komposition von Fußbodengestaltung, Wand und Decke auch technisch nachweisen und mit der schriftlichen Überlieferung verbinden.

### 1. Stil: Mauerwerkstil

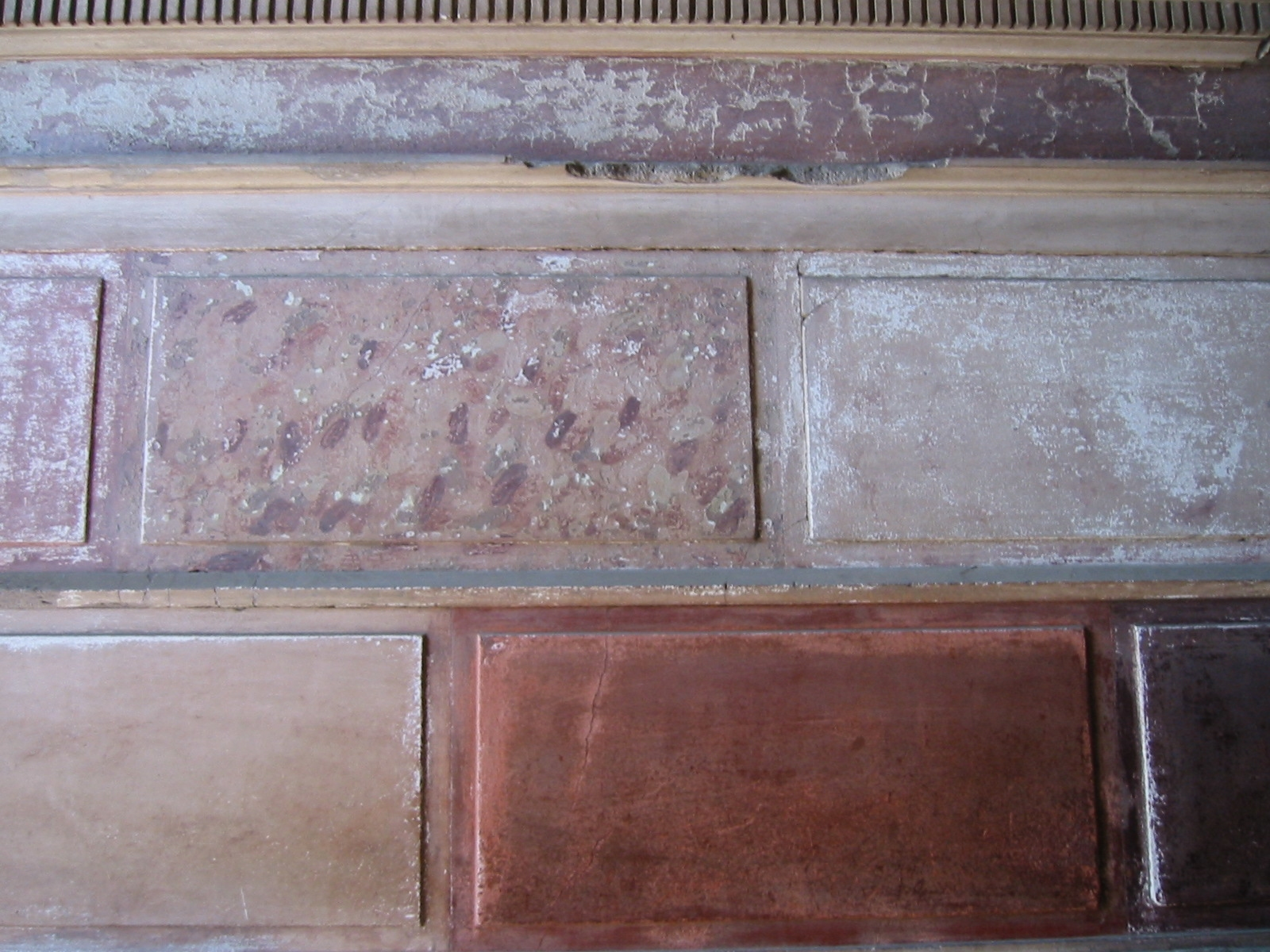
Wand in Herculaneum

Beim 1. Stil, Mauerwerkstil oder (nach Mau) Incrustationsstil wurde auf den Wänden durch farbige Malerei, Ritzungen oder plastische Gestaltung (Stuck), Aufbau und Aussehen von monumentalen Quadermauern nachgeahmt. Es handelt sich im engeren Sinne noch nicht um einen Malereistil. Geometrie spielte eine wichtige Rolle und wurde hier durch eingeritzte Linien erzeugt. Dreidimensionalität wurde durch Licht- und Schattenreflexe geschaffen. Der Stil ahmte allgemein die hellenistische Architektur nach: die Wand weist typischerweise einen Sockel, eine hohe rechteckige Mittelzone und eine durchlaufende Oberzone auf.
Die Platten der nachgeahmten Quader wurden an den Rändern so gestaltet, als handelte es sich um wirklich behauene Steinblöcke, die in die Wand eingebunden sind. Der Fugenschnitt ist deutlich zu sehen. Im oberen Wandbereich wurden häufig die angrenzenden Felder an den Ecken mit kontrastreichen Farben gemalt.
Der 1. Stil war ursprünglich kein spezifisch römisches Phänomen, sondern lässt sich über weite Teile des Mittelmeerraums verteilt nachweisen. Am berühmtesten sind die Beispiele aus den Städten, die beim Ausbruch des Vesuvs 79 n. Chr. verschüttet wurden, etwa die Räume der Casa di Sallustio sowie der Casa del Fauno in Pompeji und der Casa Sannitica in Herculaneum.

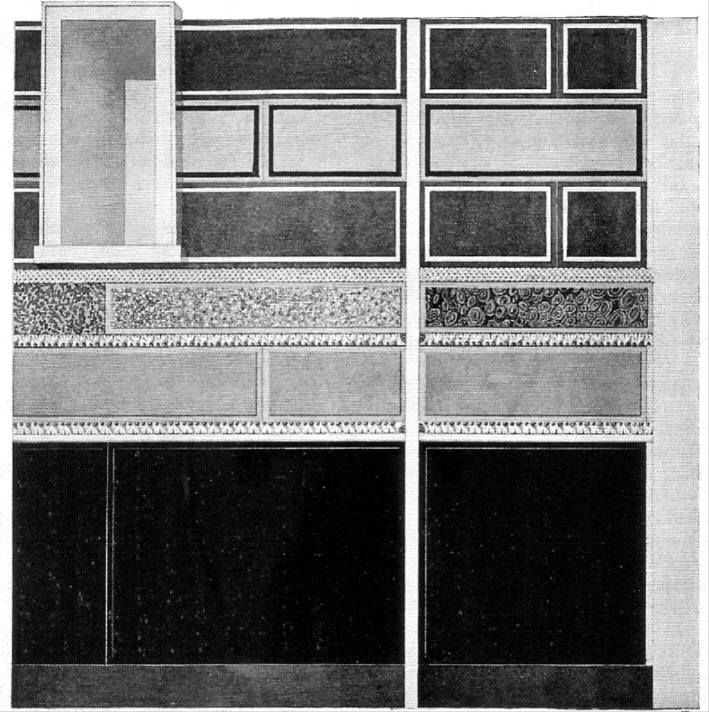
Hellenistischer Wandaufbau im griechischen Delos, Schwarz-weiß-Zeichnung
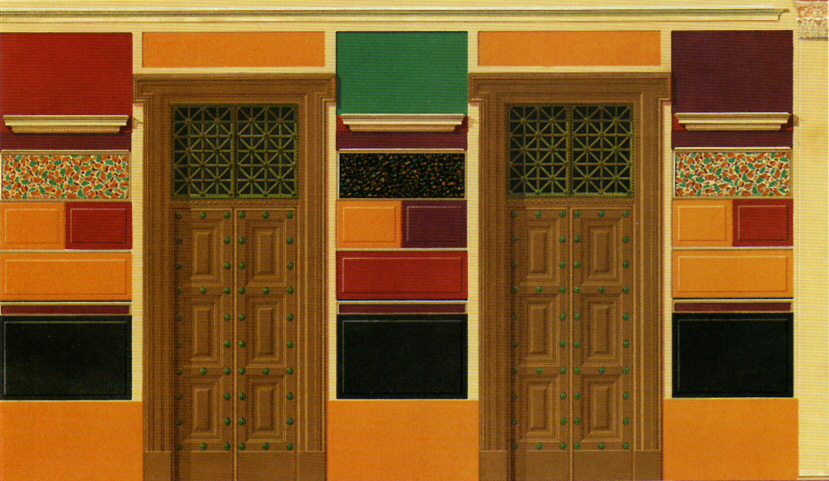
Wandaufbau in der Casa di Sallustio, Pompeji, kolorierte Zeichnung
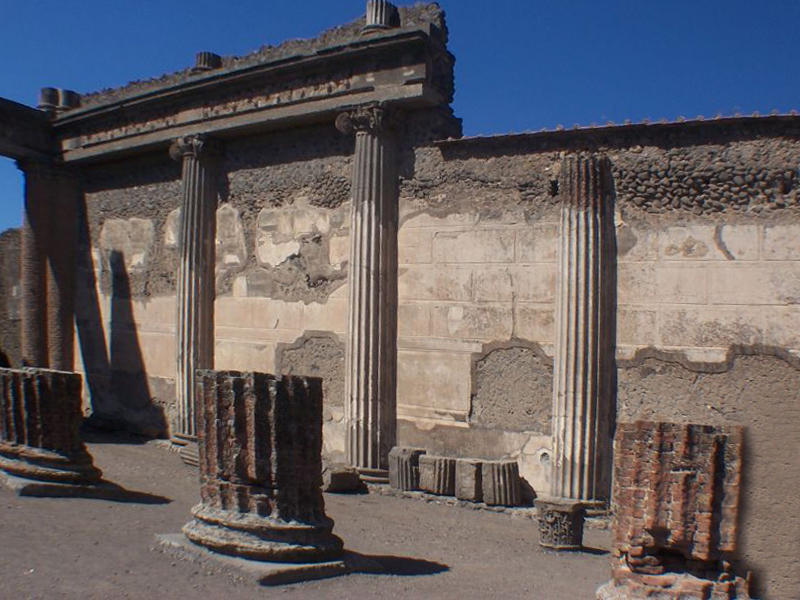
Wand in Pompeji

### 2. Stil: Architekturstil

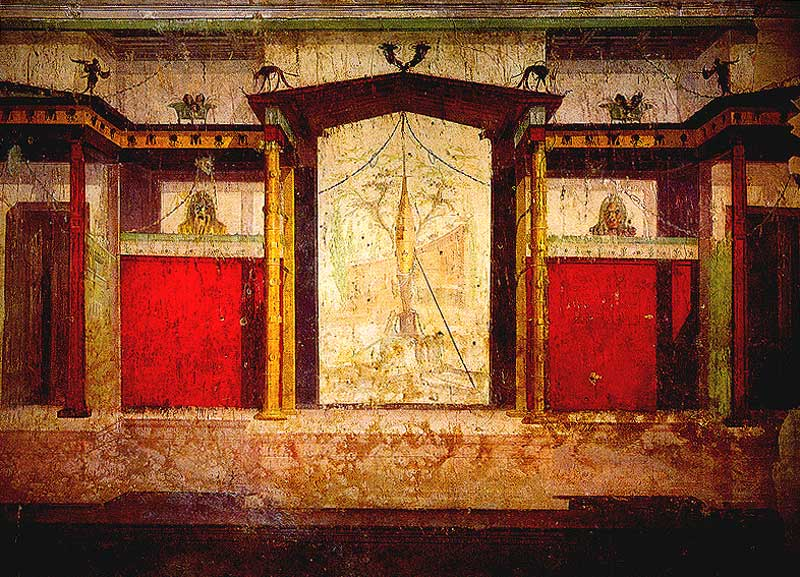
Wand im Haus des Augustus in Rom

Der 2. Stil der römischen Wandmalerei wird auch Architekturstil genannt. Von 80 bis 20 v. Chr. wurde ein architektonischer Hintergrund auf die glatte Wand gemalt. Die Wand wurde durch axialsymmetrische Scheinarchitektur oder Ausblicke in Landschaften und Megalographien aufgelöst und so vergrößert. Der Architekturstil bezog seine Vorbilder stark aus dem hellenistisch-römischen Theater. Der reife Zweite Stil ist gut im Haus des Augustus zu beobachten.
Die Sockelzone ist meist dunkel gestaltet, während die Mittelzone hell erscheint. Die meistverwendeten Farben sind dunkelrot, dunkelgrün, schwarz und gelb. Gelb wurde für Architekturelemente verwendet, blau und grün für Details.
Der Stil kann in verschiedene Subphasen unterteilt werden. Das älteste Beispiel dieses Stiles in Rom findet sich in der Casa dei Grifi auf dem Palatin und datiert um 80 v. Chr. Die Dekoration erinnert noch stark an den ersten Stil. Die Wand ist malerisch durch Marmorplatten gegliedert. Eine Neuerung sind jedoch gemalte, vor die Wand gesetzte Säulen. Die Wand erscheint dadurch also zweischichtig.
In einer weiteren Stilphase wird die Wand plötzlich durchbrochen. In der Mysterienvilla in Pompeji finden sich in den Nebenräumen Wandbilder, die im oberen Drittel einen Ausblick auf dahinter gelegene Bauten zeigen. Meist werden Tempel sichtbar.
In der Villa von Boscoreale ist die Wand vollkommen aufgelöst. Die Wände sind durch Säulen gegliedert und zeigen Ausblicke auf Landschaften oder Tempelanlagen.
Im späten Zweiten Stil sind weitere Neuerungen zu beobachten. Die Wände sind weiterhin architektonisch gegliedert, doch gibt es nun oftmals ein Mittelbild mit Ausblick, nicht auf einen Bau, sondern auf eine mythologische Landschaft. Ganz am Ende des Stils ist eine Verflachung der Wände zu beobachten. Die Wand wird wieder geschlossen und es gibt nur noch das zentrale Mittelbild. Die Architekturen, die vorher realistisch waren, werden nun mit irrealen Figuren angereichert. Bekannte Beispiele sind die Malereien in der Casa della Farnesina und in der Aula Isiaca. Diese Neuerungen sind nicht von allen Zeitgenossen begrüßt worden. So kritisiert Vitruv die Darstellung von irrealen Figuren und Architekturen: Aber all dies, was sich nach wirklichen Dingen richtet, wird jetzt fälschlicherweise abgelehnt, denn man malt auf den Wandputz lieber Ungeheuer als treue Abbilder bestimmter Dinge.

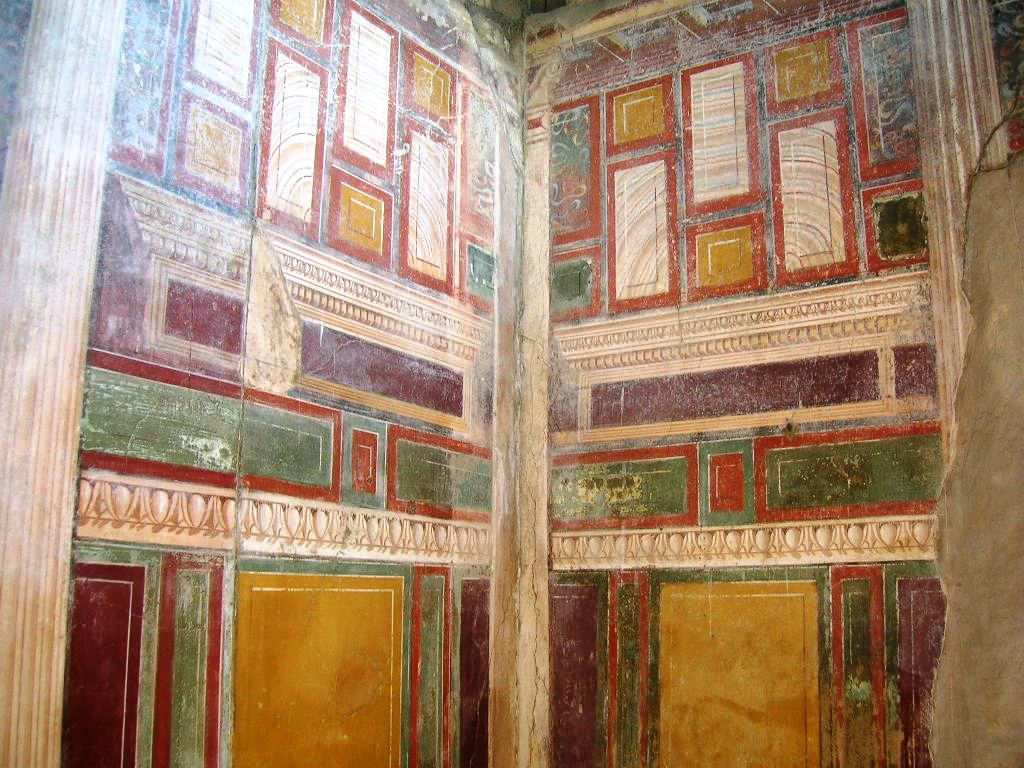
Malerei in Stabiae
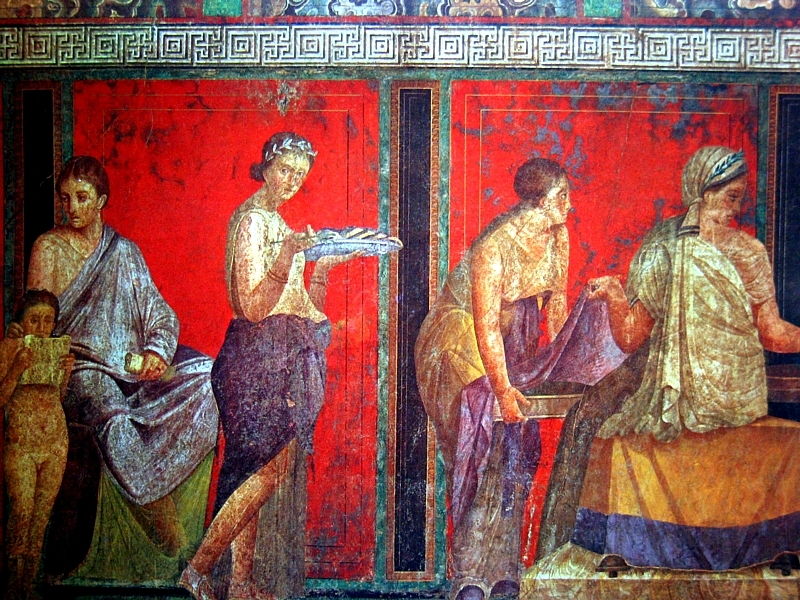
Mysterienvilla
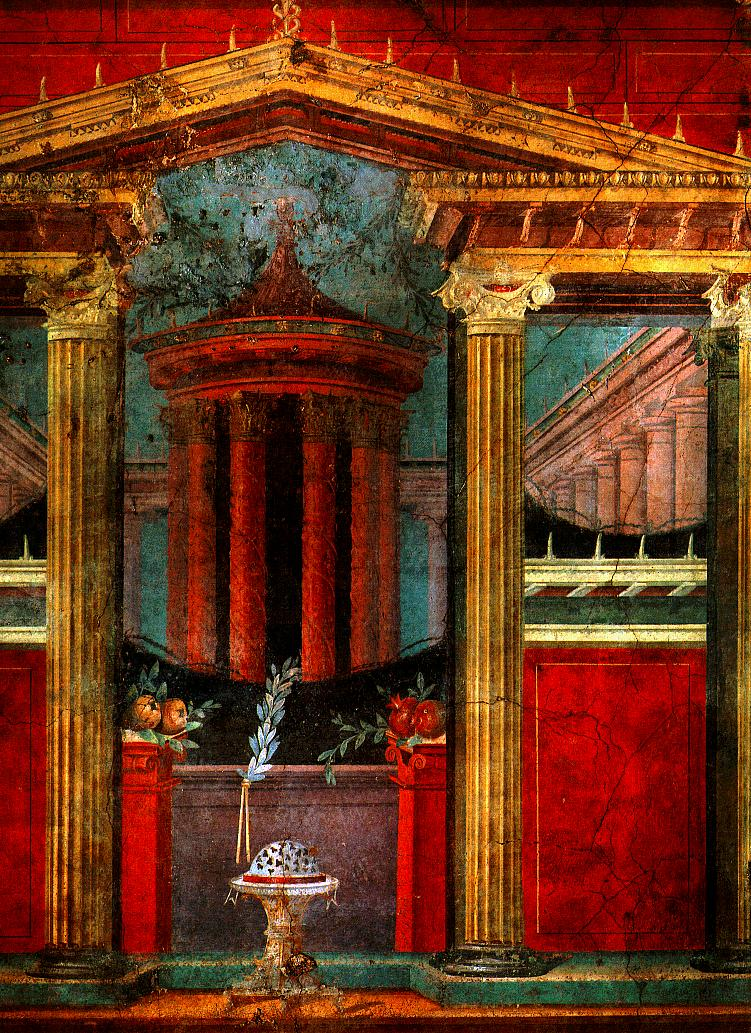
Villa Boscoreale
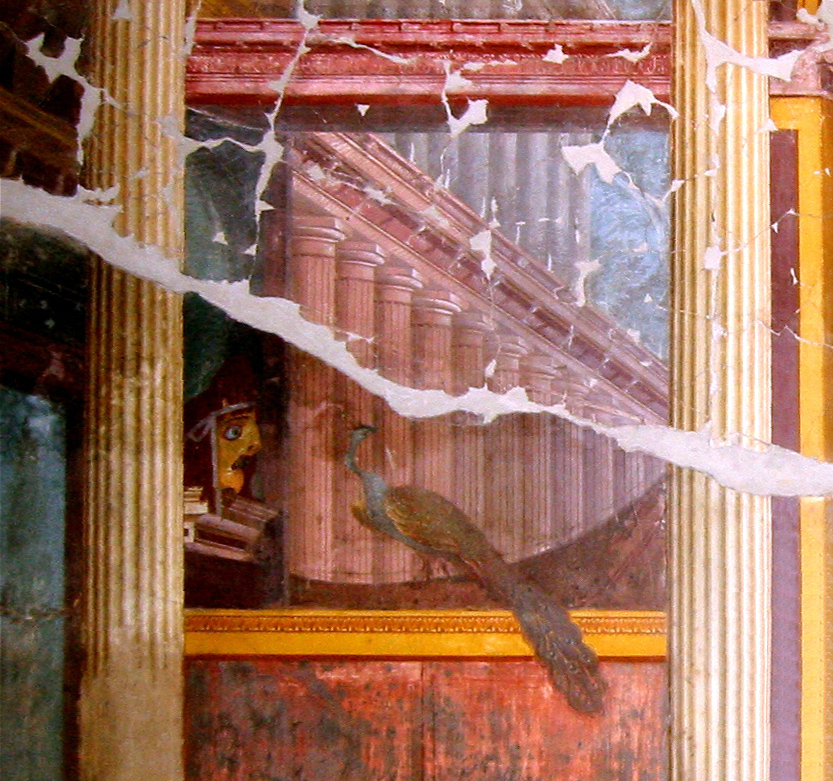
Villa Poppea, Oplontis
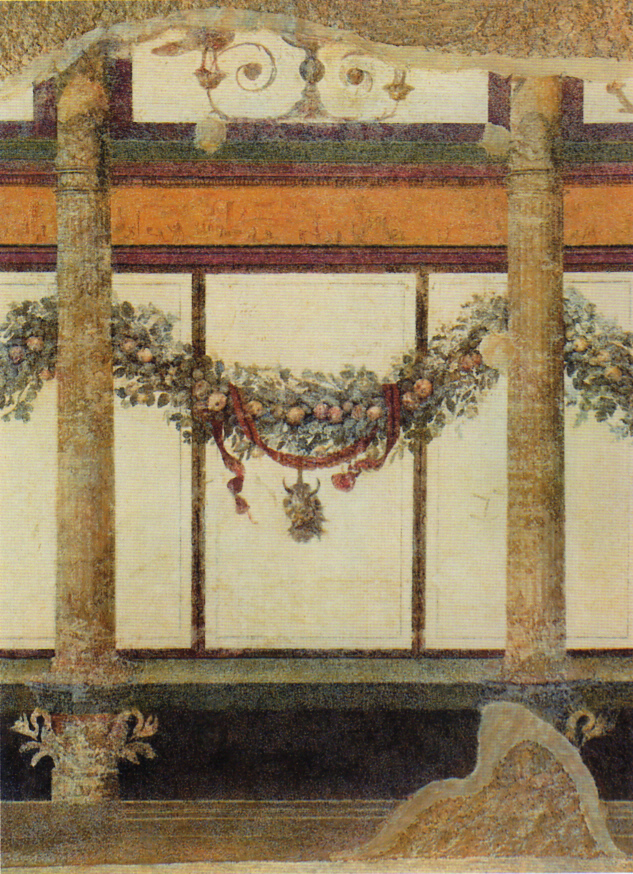
Haus des Augustus
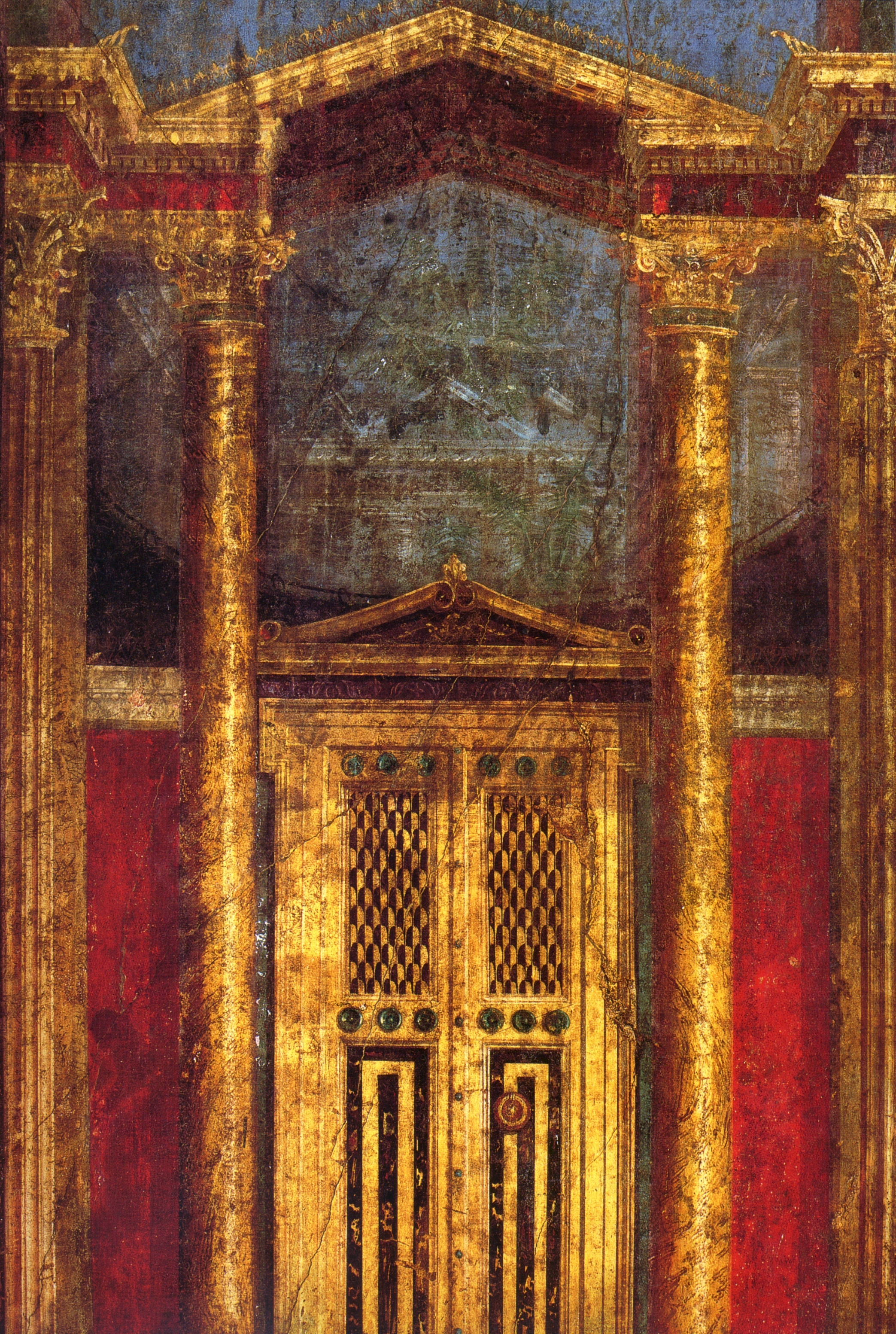
Mysterienvilla
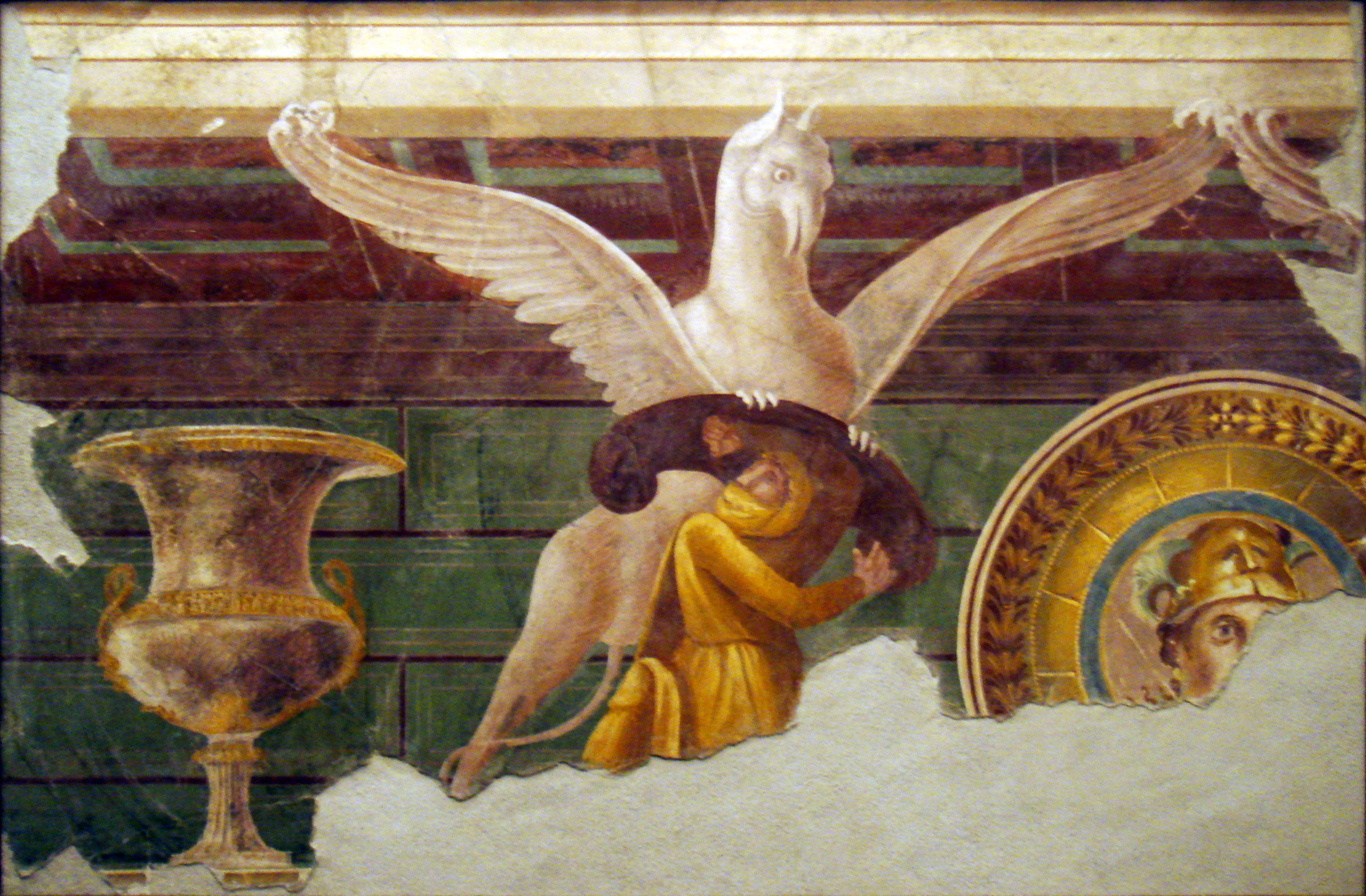
Mysterienvilla
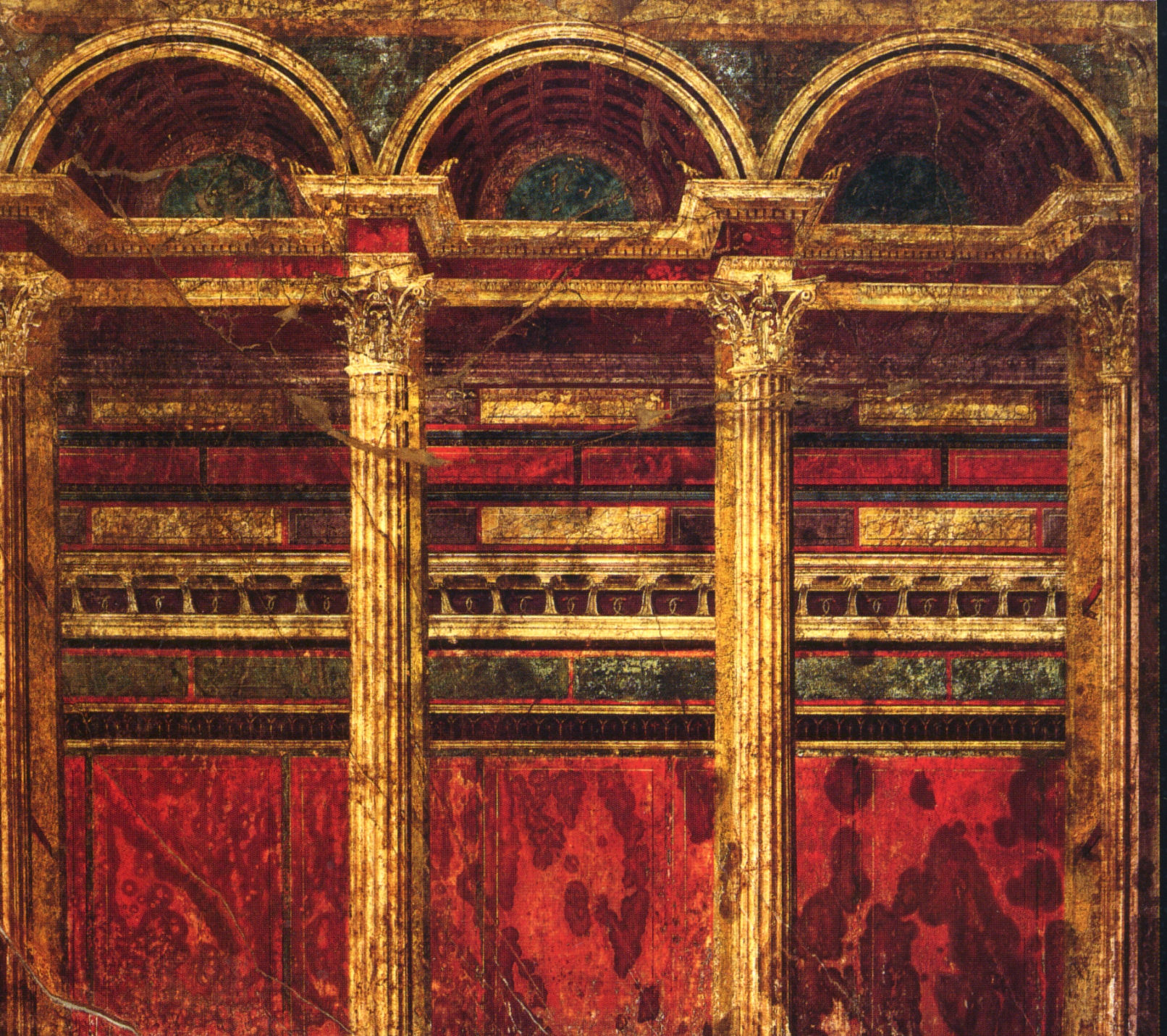
Mysterienvilla

### 3. Stil: Ornamentaler Stil

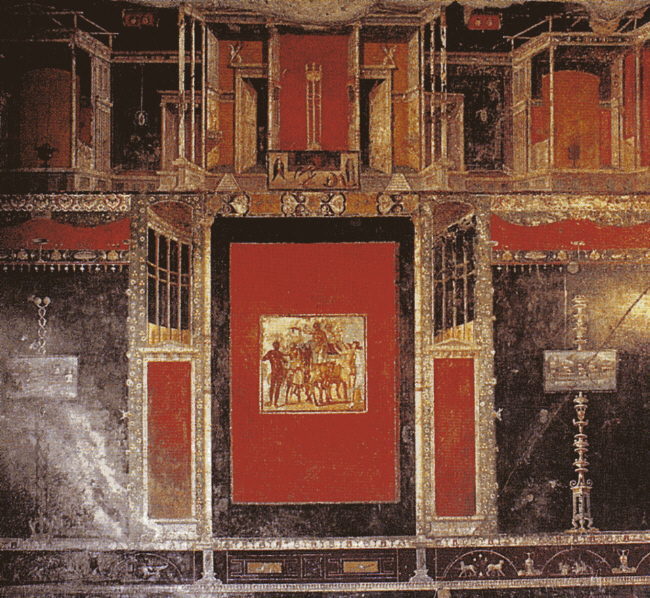
Wand im Haus des Lucretius Fronto, Pompeji, Tablinum

Beim 3. oder auch ornamentalen Stil wurde die Raumtiefe wieder zurückgenommen. Die Wand dient in ihrer Fläche als Bildträger und ist horizontal und vertikal gegliedert. Die Hauptzone der Wand ist meist in verschiedene, vollkommen flächige Felder geteilt (Felderdekoration). Ein Mittelbild zeigt meist einen Landschaftsausblick mit mythologischem Thema. Die Oberzone der Wand spielt mit ihrer ornamentalen Verzierung die beherrschende Rolle. Hier finden sich manchmal auch noch Architekturen, die aber bei weitem nicht die Plastizität des 2. Stils haben. Daher wird dieser Stil auch oft Ornamentstil genannt. Eine Untergruppe des 3. Stils stellt der Kandelaberstil dar. Benannt ist er nach der häufigen Verwendung des Kandelabers als beliebtes Dekorationsmotiv. Zarte Kandelaber umrahmen statt Säulen die Bildfelder. Er steht am Übergang vom 2. zum 3. Stil. Während die Wände meist sehr flach gestaltet sind, sind die Kandelaber sehr plastisch gemalt.
Seinen Höhepunkt erreichte dieser Stil in der Wandmalerei in den Jahren von 15 v. Chr. bis 50 n. Chr.
Ein typisches Beispiel für diesen Stil ist die Casa della Farnesina in Rom, die Villa von Boscotrecase, die Villa Imperiale, das Haus der Ceii in Pompeji und die Villa der Poppaea in Oplontis. Das Haus des Marcus Lucretius Fronto in Pompeji ist das beste Beispiel für die Spätphase des 3. Stils.

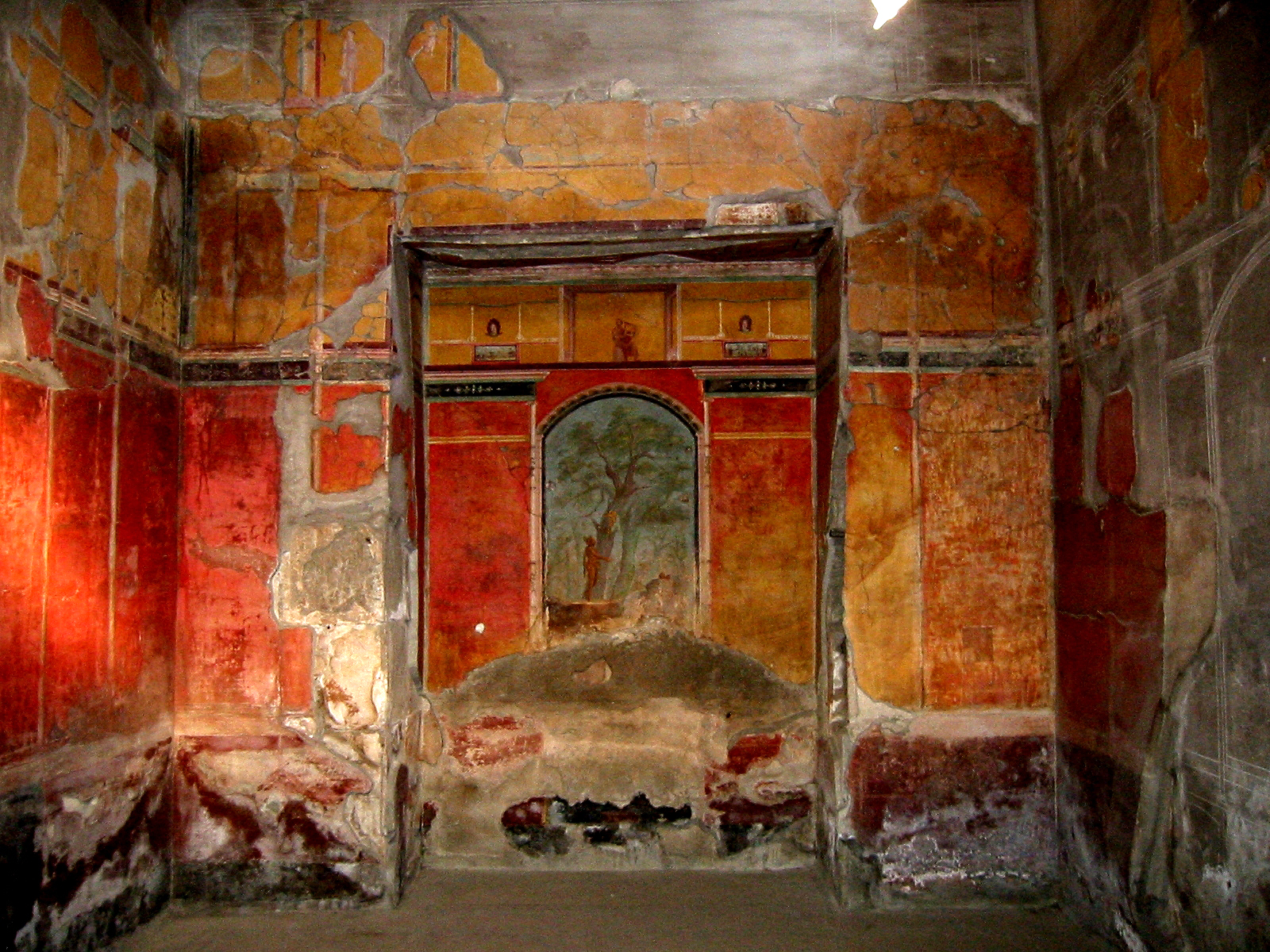
Oplontis, Villa Poppaea, Caldarium
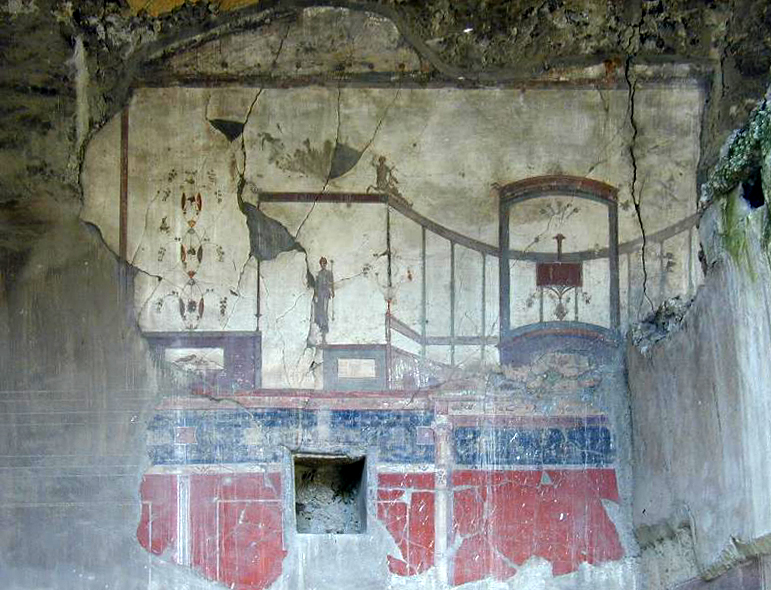
Herculaneum, Caupona
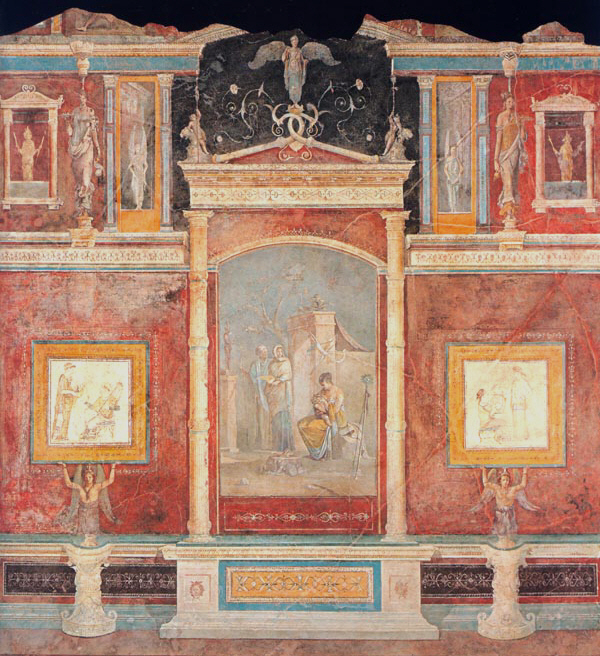
Rom, Villa Farnesina
Villa Boscotrecase (mythologisches Mittelbild)

### 4. Stil: Phantasiestil

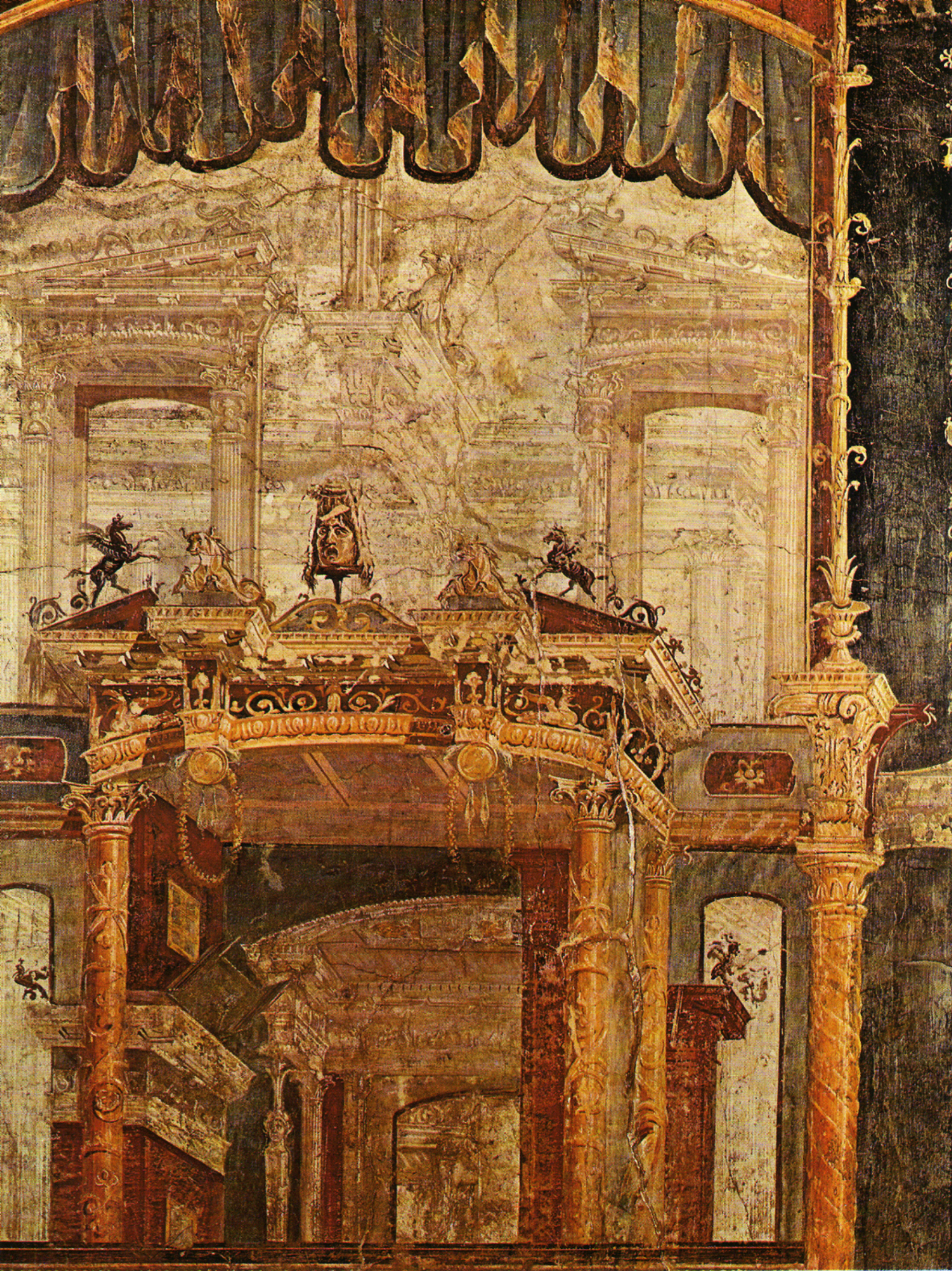
Herculaneum, Basilika

Der Phantasiestil bzw. 4. Stil ist der unabhängigste Stil der römisch-pompejanischen Wandmalerei und vereinigt Elemente aus den vorhergehenden Stilen. Er beginnt etwa 40 oder 50 n. Chr. und erstreckt sich mindestens bis in die flavische Zeit. Es gibt einfache Dekorationen, bei denen Felder aneinandergesetzt wurden, aber auch aufwendige Architekturen. Der Stil ist von einem Reichtum an Ornamenten gekennzeichnet. Die Wand zeigt im Mittelbild ein Gemälde. Die Seitenfelder zeigen oft kleine schwebende Figuren. Daneben gibt sie Durchblicke auf „barockisierende“ Architekturelemente frei. Der Stil ist ganz und gar illusionistisch: er stellt die künstliche Welt der realen gegenüber. Weiße, rote und schwarze Felder mit stereotypen Elementen überwiegen (Szenografien). Als Rückgriff auf den 2. Stil weist der Phantasiestil architektonische Elemente auf. Elemente des 1. Stils sind Stuckreliefs. Typisch für diesen Stil sind auch filigrane Ornamentbänder, die einzelne Felder rahmen können.
Daneben gibt es auch sehr einfach gestaltete Wände, die an den 3. Stil erinnern und nur an bestimmten Ornamenten als zum 4. Stil gehörig zu erkennen sind. Diese Wände finden sich oftmals in weniger wichtigen Räumen. Eine weitere Innovation sind tapetenartige Muster. Ein bestimmtes Motiv wurde hier endlos auf einer Wand wiederholt.
Der 4. Stil ist mit dem Namen des Malers Fabullus verbunden. Nach Plinius dem Älteren malte er den Palast des Nero (Domus Aurea) in Rom aus. Sein Stil wird als blumig oder schwüsltig (Interpretation der Textstelle ist jedoch unsicher) beschrieben. Er hatte auch einen Anspruch auf Ernst und Strenge. In der Domus Aurea lassen sich verschiedene Ausführungen in den Malereien belegen. Es ist daher unmöglich ihm bestimmte Bilder zuzuordnen.
Beispiele sind die Domus Aurea in Rom, das Haus der Vettier in Pompeji oder das Macellum von Pompeji.

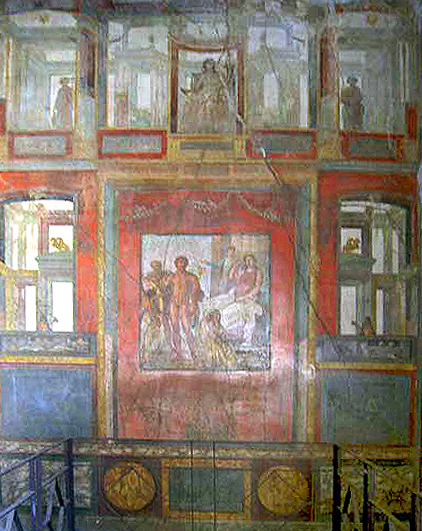
Klassischer Wandaufbau im 4. Stil, Pompeji, Haus der Vettier
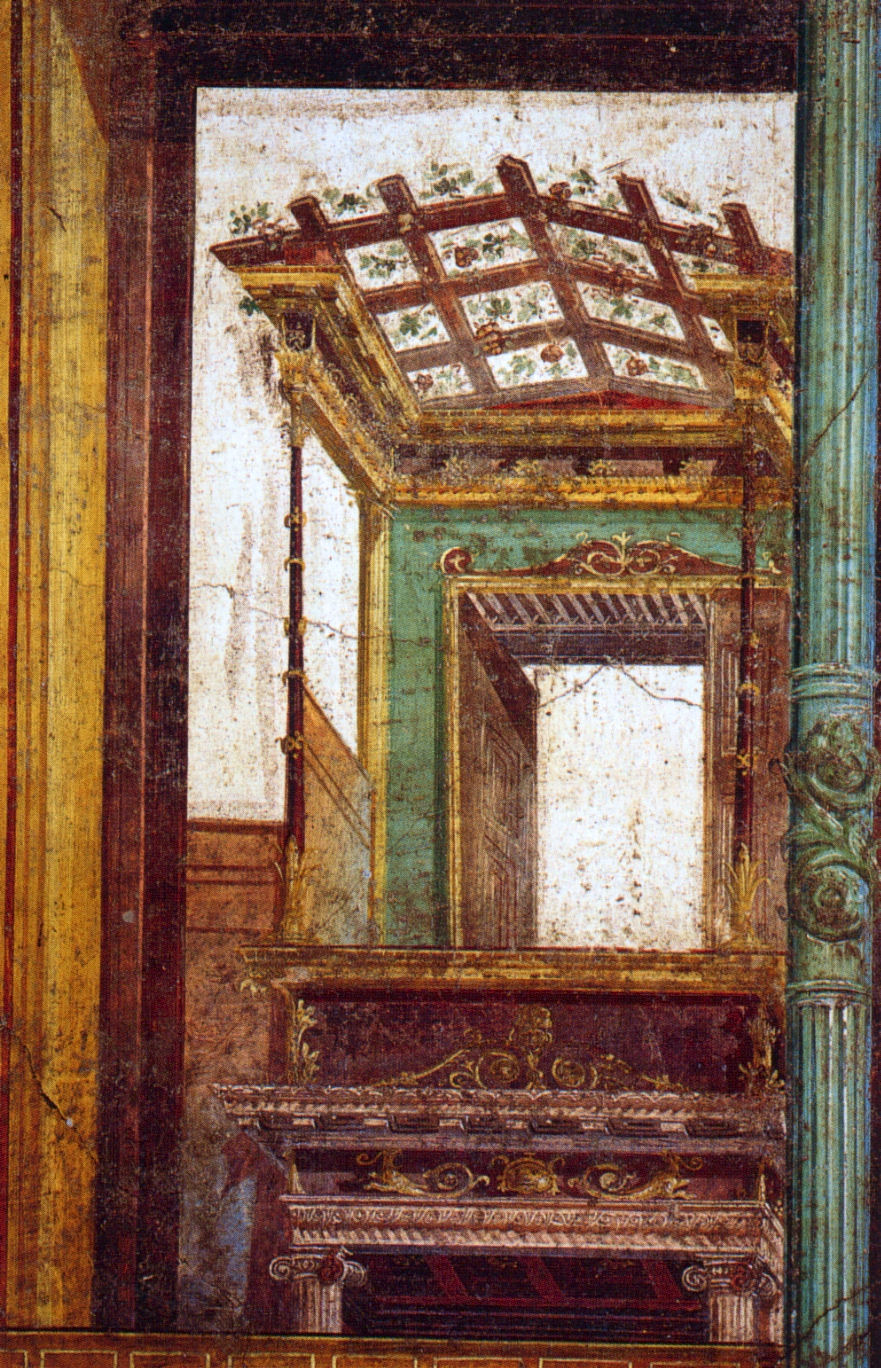
Pompeji, Haus des Marcus Lucretius Fronto
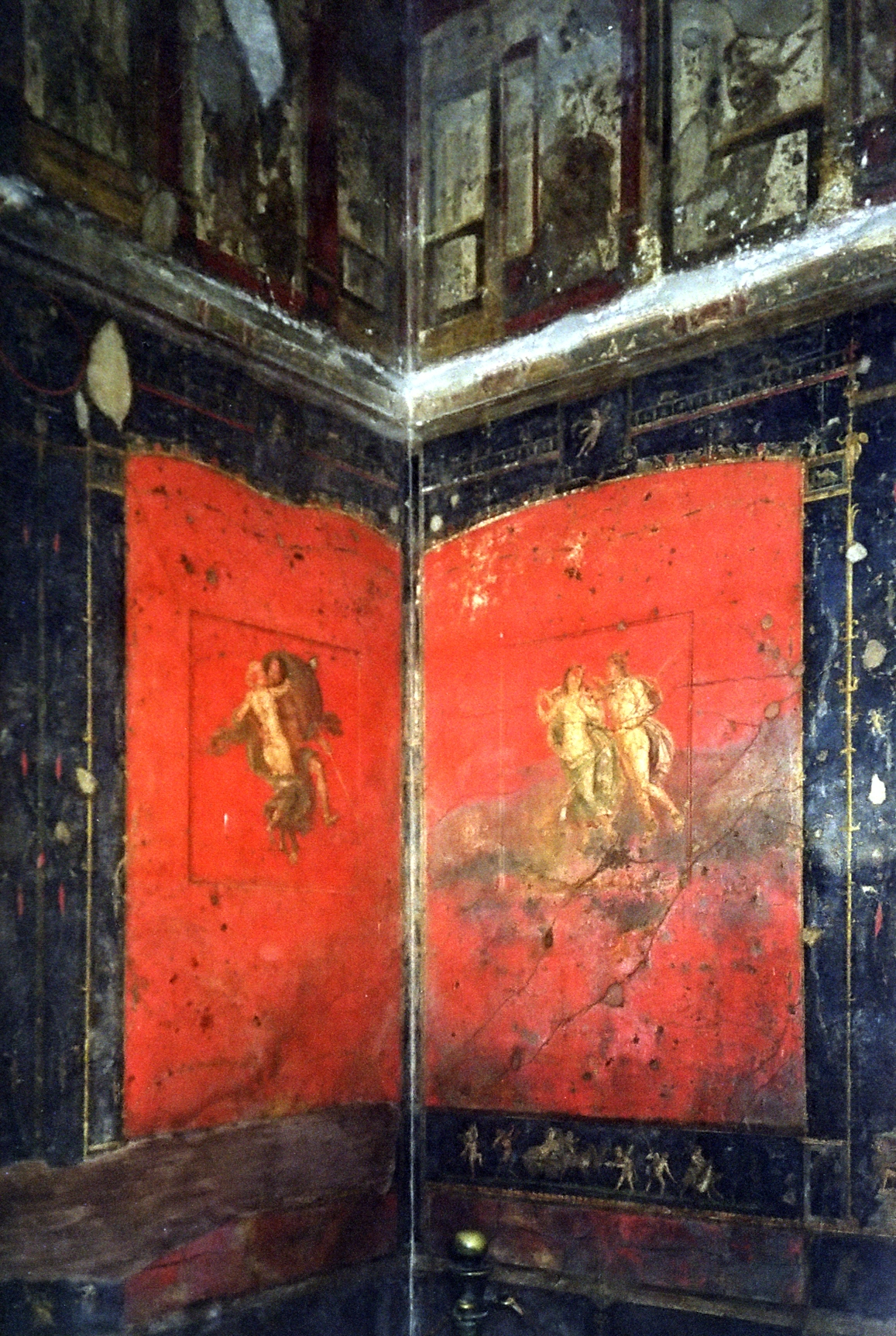
Pompeji, Haus der Vettier (Oecus)
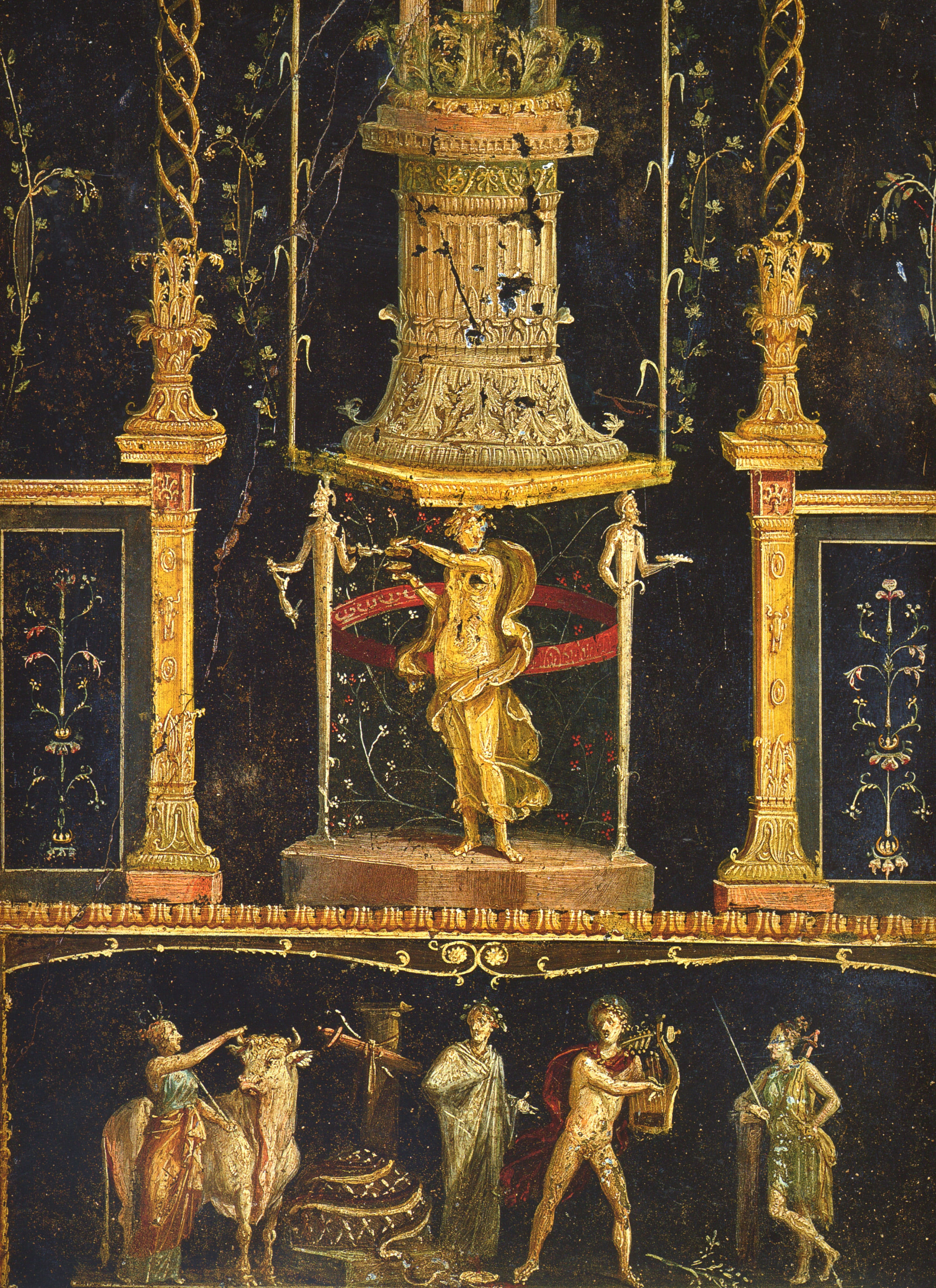
Pompeji, Haus der Vettier
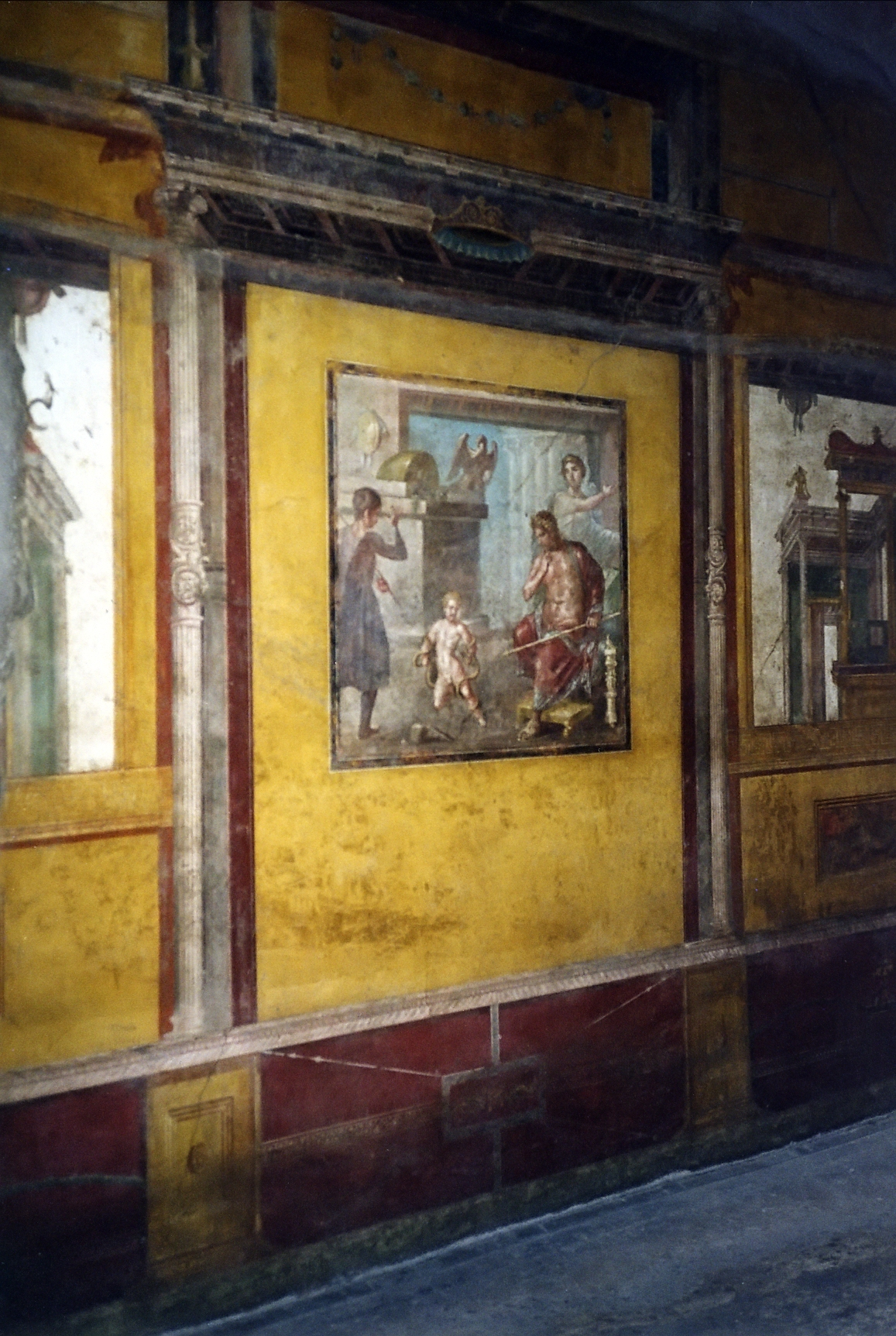
Pompeji, Haus der Vettier
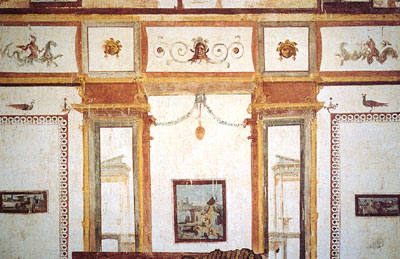
Wand in der Domus Aurea in Rom
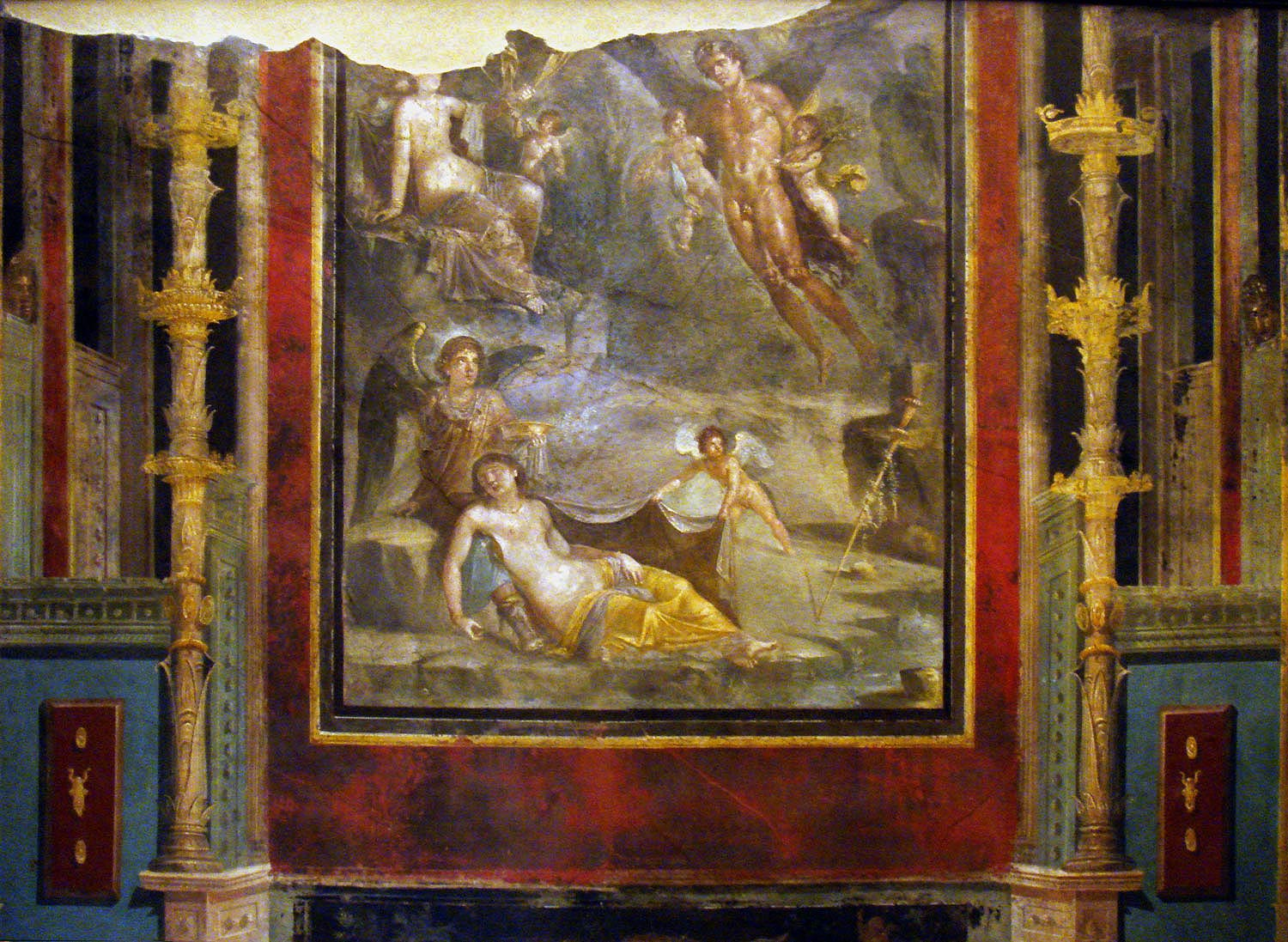
Casa del naviglio, regio VI,10,11
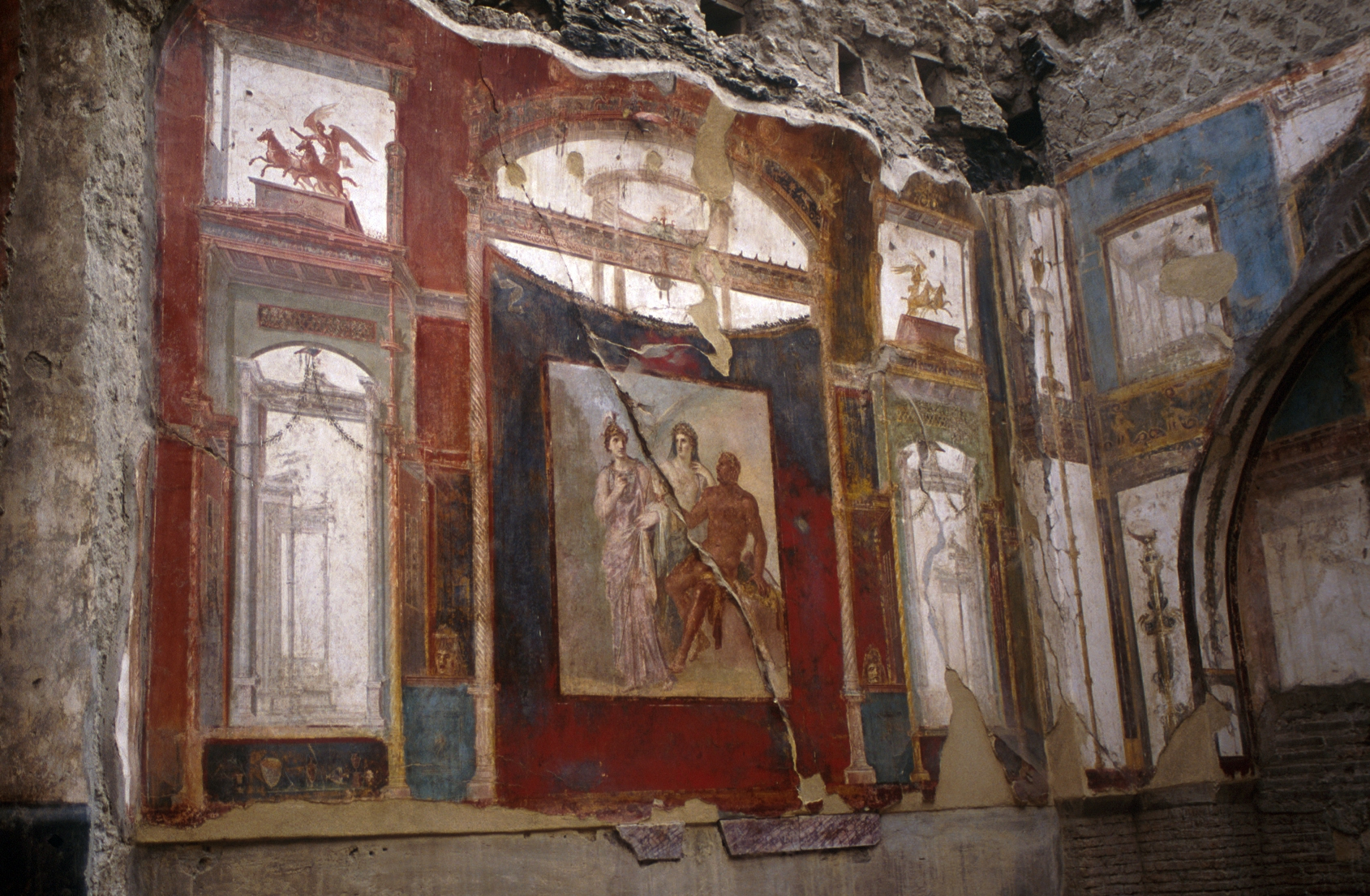
Malerei in Herkulaneum (Collegio degli Augustali)

## Nachpompejanische Wandmalerei
Die Wandmalerei der Zeit nach 79. n. Chr. ist verständlicherweise weit weniger bekannt als die aus den gut erhaltenen Städten Pompeji und Herculaneum. Der 4. Stil ist auch noch nach dem Untergang Pompejis bezeugt und endete offensichtlich nicht mit dem Untergang der Stadt. Der Stil ist noch bis etwa 100 n. Chr. bezeugt. In den folgenden Perioden lassen sich auch hier Stilstufen unterscheiden. Es gab jedoch keinen wirklich neuen 5. Stil. Die Wandmalereien in der Folgezeit wiederholt Elemente der 4 Stile. Es gibt nur wenige radikale Neuerungen.

### Hadrianische Wandmalerei
Aus dieser Periode (ca. 117 bis 140 n. Chr.) gibt es verschiedene Dekorationstypen. Bei aufwendigen Ausgestaltungen griff man in dieser Zeit auf den 2. Stil zurück (zum Beispiel Rom, Villa der Numisia Procula, Villa Negroni). Es gibt dabei die Darstellung fester Architekturen, die teilweise ein großes Mittelbild aufweisen. Andere Wände der hadrianischen Zeit stehen noch in der Tradition des 4. Stils. Schließlich gibt es zahlreiche Wände (zum Beispiel in der Hadriansvilla), deren Dekoration auf einfache Flächen reduziert worden ist. Geometrische Formen sind hier vorherrschend.

### Antoninische Wandmalerei

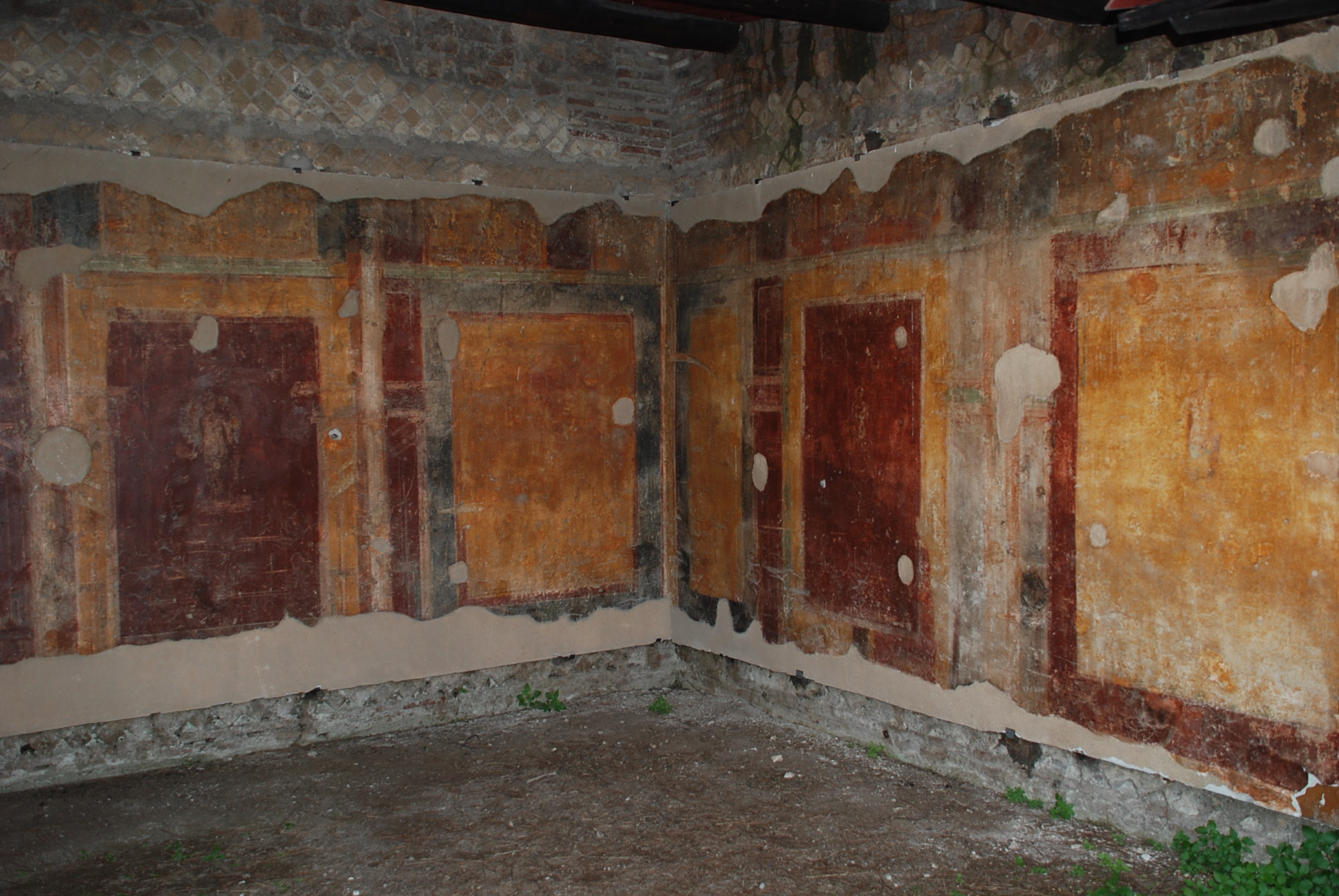
Rot-gelbe Wand aus Ostia

Typisch für diese Periode (ca. 140 bis 180 n. Chr.) sind Wände in der Tradition des 3. Stils mit vorgesetzten Säulen und eine besondere Vorliebe für gelbe Wände mit Durchblicken in rot (zum Beispiel die Casa del Soffitto Dipinto) in Ostia. Daneben waren auch einfarbige Dekorationen sehr beliebt, deren Hauptdekoration oft aus einer Ädikulä besteht. Schließlich gibt es einfache Felderdekorationen ohne jegliche Architekturen. Im Allgemeinen ist ein Streben nach Harmonie in der Wandmalerei festzustellen, was vor allem im Gegensatz zu der folgenden Stilperiode steht. Die figürlichen Mittelbilder verlieren ab dieser Zeit immer mehr an Bedeutung und werden in der Folgezeit immer kleiner und verschwinden ganz.

### Spätantoninisch-severische Wandmalerei
Diese Stilperiode (ca. 180 bis 240 n. Chr.) stellt in vielem einen Bruch zu den vorhergehenden Stilen dar. Fast überall ist das Bemühen festzustellen, etwas Neues zu schaffen.
Es gibt weiterhin eine große Bandbreite von Wanddekorationen. Architekturwände geben sich meist als vereinfachte Versionen des 4. Stils, wobei die Architekturen relativ fest und weniger verspielt als im 4. Stil wirken. Vorspringende Säulen sind sehr beliebt, die jeweils als Doppelsäulen erscheinen. In den zwischen ihnen stehenden Feldern erscheinen schwebende oder stehende Figuren. Ab dieser Zeit wurden Alltagsfiguren immer häufiger in der Wandmalerei benutzt. Reihen von Dienerfiguren ersetzten mythologische Szenen. Die Darstellung des eigenen Wohlstandes schien wichtiger als die zur Schaustellung von griechischer Bildung.
Felderwände dieser Stilperiode fallen vor allem durch ihre Unregelmäßigkeit auf. Während frühere Felderdekorationen eher um Symmetrie bemüht waren, wurden jetzt oftmals ungleich große Felder aneinandergesetzt. Figuren in Feldern, die bisher immer innerhalb dieser standen, durchstoßen jetzt oftmals die Begrenzungslinien. Eine besondere Innovation dieser Stilperiode sind Wände im rot-grünen Liniensystem. Die Dekoration der Wand ist hier auf ein Netz aus Linien reduziert. Figuren sind spärlich und meist sehr impressionistisch gemalt. Diese Dekorationen sind vor allem aus den römischen Katakomben bekannt, sind aber nicht nur in ihnen bezeugt (siehe zum Beispiel Die Villa Piccola unter S. Sebastiano in Rom).

### Spätes 3. und 4. Jahrhundert
Es kamen in dieser Zeit noch vereinzelt Architekturwände vor, doch verloren sie viel von ihrer Plastizität. Oftmals handelte es sich nur um die Darstellung von Säulen, die die Wände gliederten. Felderdekorationen waren weiterhin relativ beliebt, wobei oftmals Marmordekorationen von Wänden nachgeahmt wurden. Dekorationen im rot-grünen Liniensystem kamen bis in das 4. Jahrhundert vor und fallen durch immer weniger Ornamente auf. Schließlich gab es Dekorationen, in denen kleine Muster endlos wiederholt wurden, wodurch ein Effekt entstand, der unseren heutigen Tapeten ähnelt.
Aus dem Beginn der konstantinischen Zeit gibt es einige wenige Malereien, die durch ihre hohe Plastizität und Bemühungen um räumliche Tiefe auffallen. Sie haben einen klar klassizistischen Charakter, ohne dass es möglich wäre einen bestimmten Stil als Vorbild auszumachen. Typisch sind auch rötlich-braune Farbtöne. Das bekannteste Beispiel ist eine reich mit Eroten und Figuren bemalte Decke eines kaiserlichen Gebäudes in Trier. In nachkonstantinischer Zeit dominieren dagegen wieder stark impressionistische Malereien, die wieder stark an Raum verlieren.
Aus der Zeit nach dem Beginn des 5. nachchristlichen Jahrhunderts gibt es keine weiteren erhaltenen Beispiele für ausgemalte Wohnhäuser, obwohl diese literarisch bezeugt sind. In der Folgezeit verlagert sich die Wandmalerei auf die Ausschmückung von Kirchen etc.

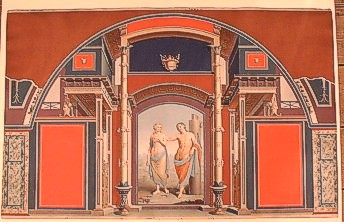
Hadrianische Wandmalerei (Villa Negroni, Stich)
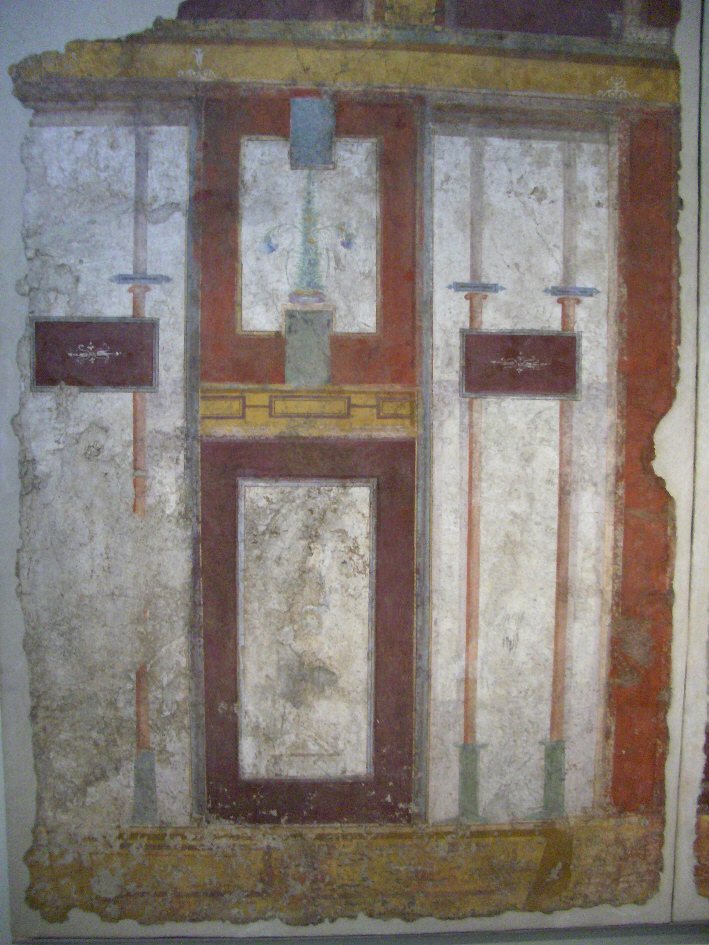
Antoninische Wandmalerei (Rom)
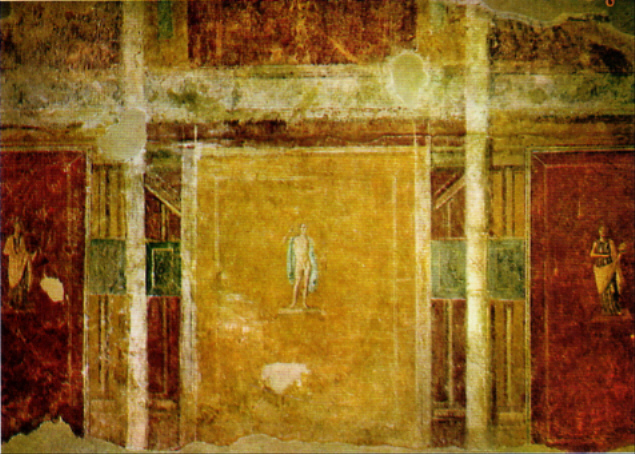
Antoninische Wandmalerei (Ostia)
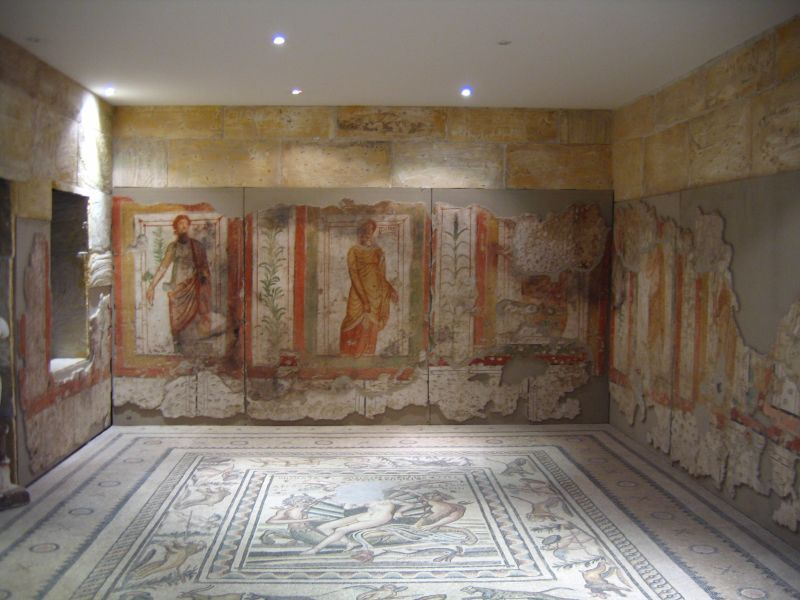
Spätantoninisch-severische Wandmalerei (Zeugma)
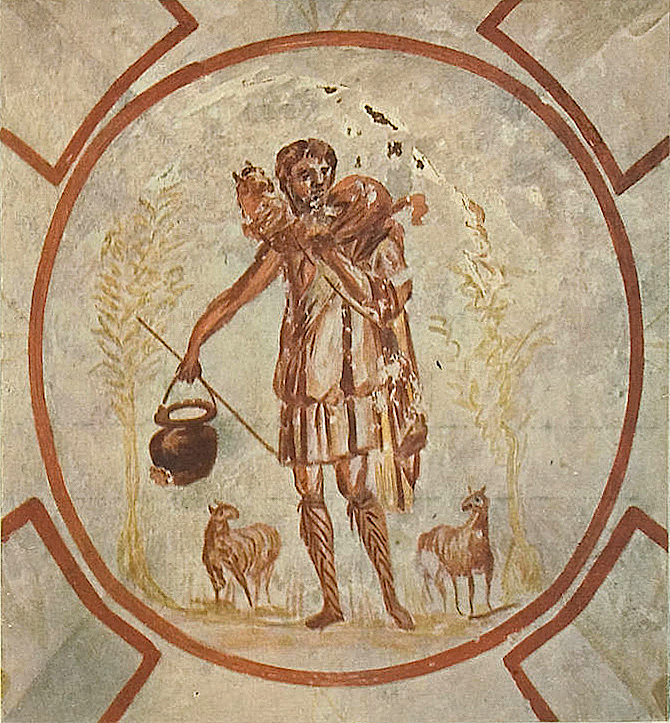
Spätantoninisch-severische Wandmalerei (Stil des rot-grünen Liniensystems)
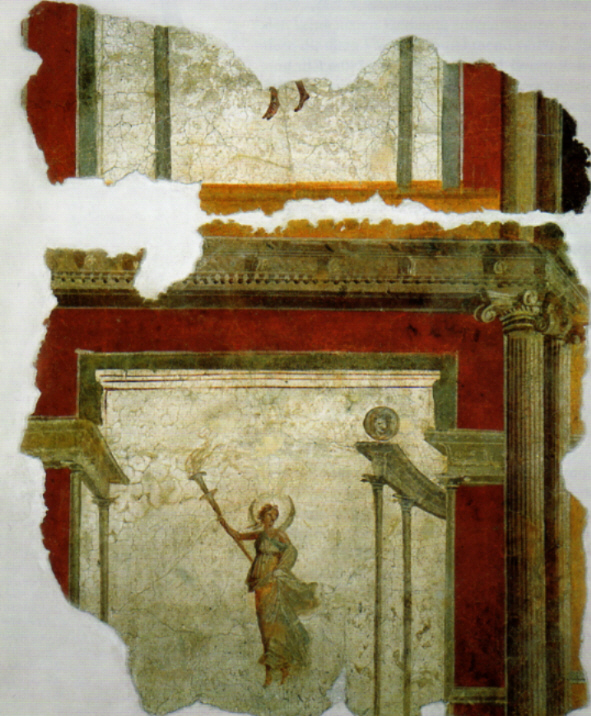
Spätantoninisch-severische Wandmalerei (Rom)
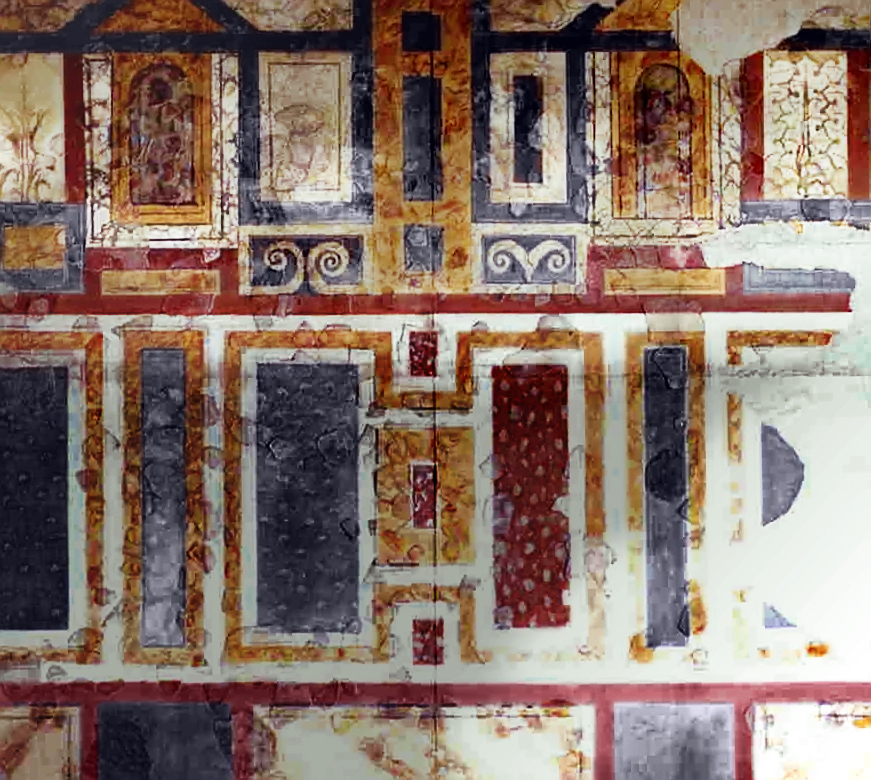
Spätes 3. und 4. Jahrhundert (Nachahmung einer Marmordekoration, Budapest, Statthalterpalast[17])
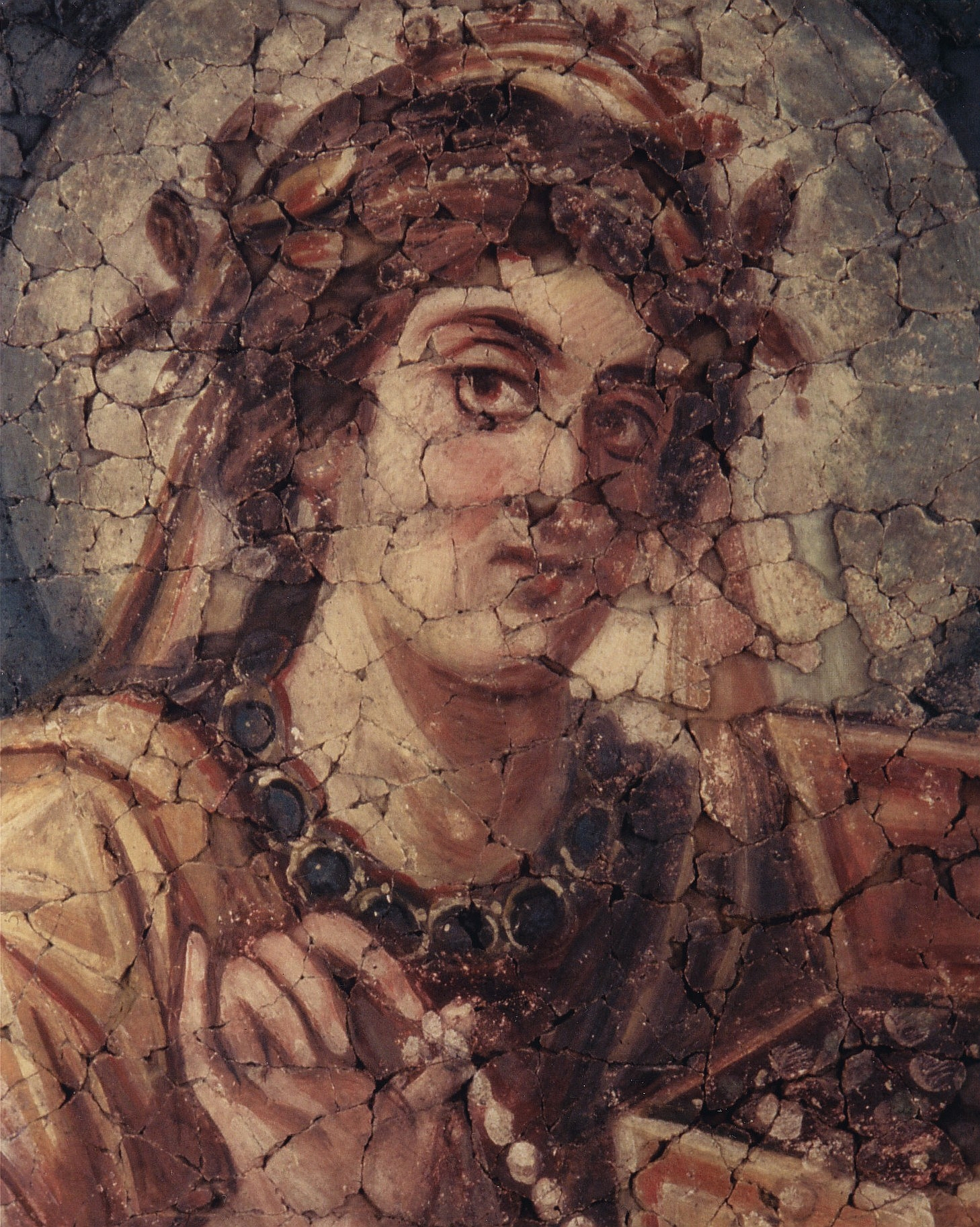
4. Jahrhundert (Ausschnitt, Palastdecke in Trier)

## Provinzialrömische Wandmalerei
Die Entwicklung der römischen Wandmalerei in den Provinzen ist schwerer zu verfolgen als in Italien, da es wenige sehr gut erhaltene Reste von Wandmalereien gibt und der Forschungsstand zu einzelnen Provinzen noch sehr unterschiedlich ist. Während die römischen Wandmalereien zum Beispiel für Deutschland, die Schweiz oder Großbritannien sehr gut aufgearbeitet sind, fehlen übergreifende Untersuchungen für andere Provinzen (zum Beispiel Nordafrika), obwohl mit Sicherheit davon auszugehen ist, dass Wandmalereien überall den gleichen Stellenwert hatten.

### Frankreich

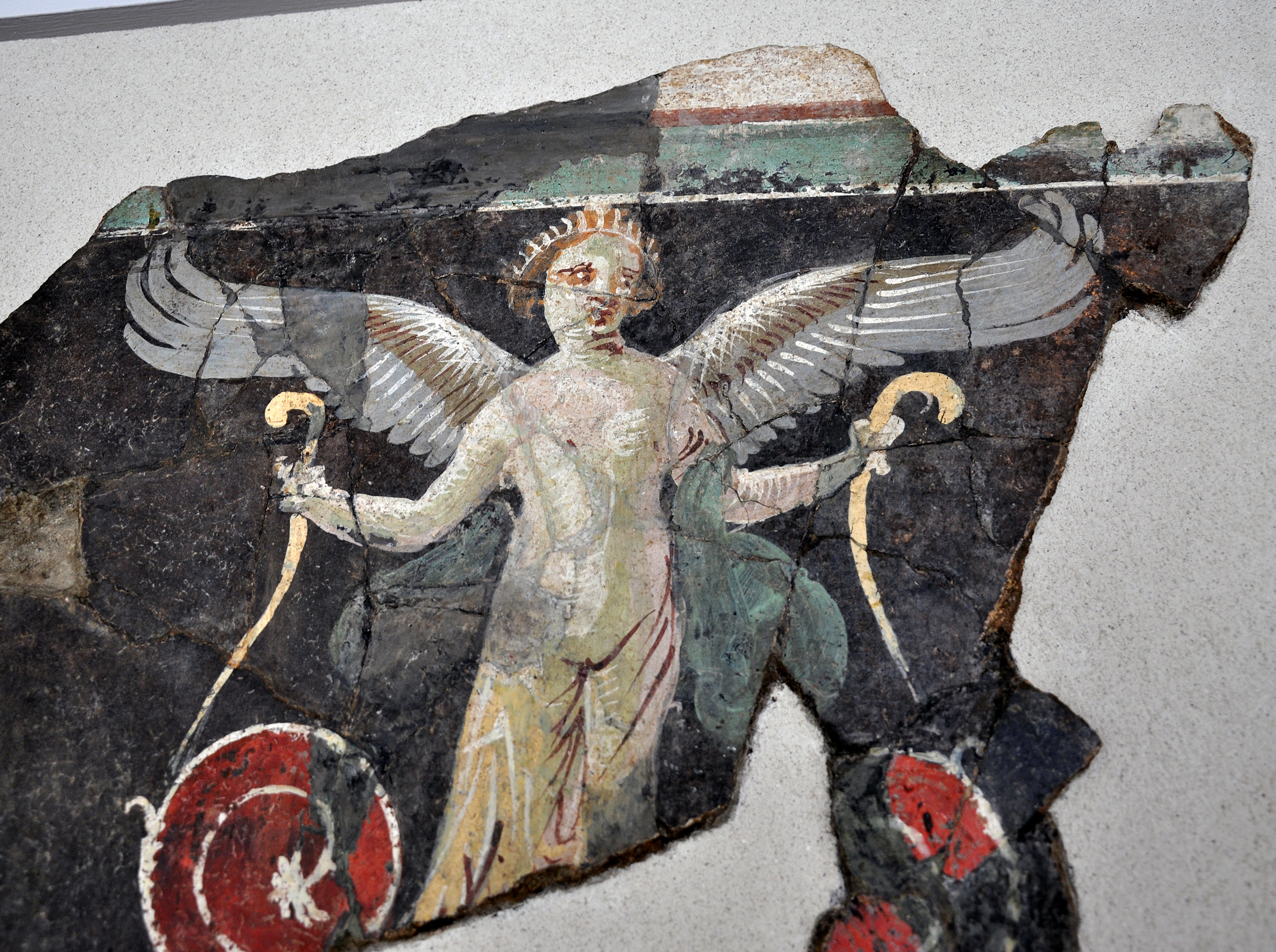
Malerei aus Vienne

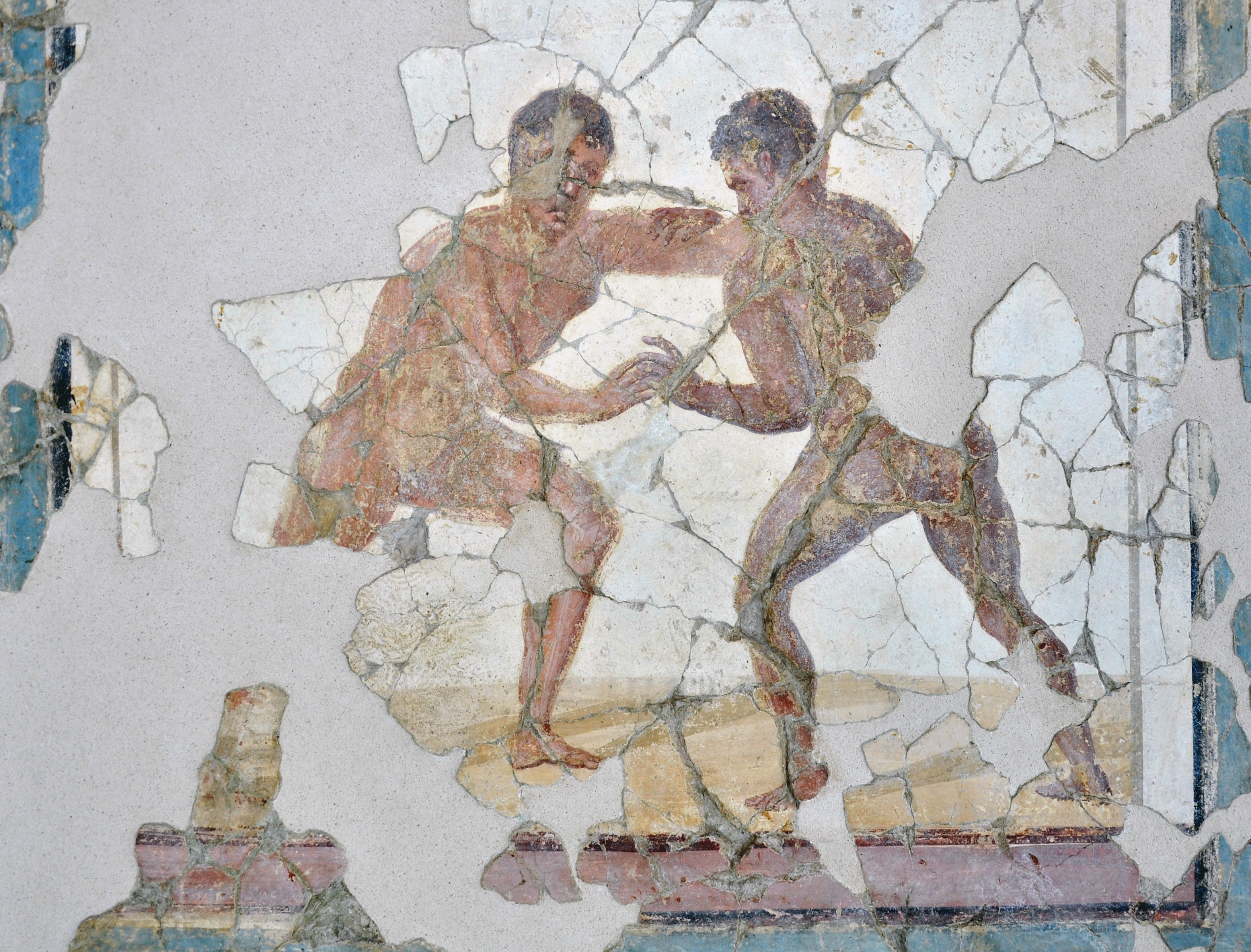
Saint-Romain-en-Gal, Ringkämpfer, 3. Jahrhundert

Vor allem die Wandmalereien aus Frankreich sind gut aufgearbeitet und es liegt eine zusammenfassende Monografie von Alix Barbet vor. Vielleicht nicht zufällig stammen die ältesten Fragmente, die sich dem 1. Stil zuordnen lassen, aus Ile Sainte-Marguerite, eine Insel, die von den bekannten Fundplätzen am nächsten zur italienischen Grenze liegt. Bei den wenigen erhaltenen Fragmenten handelt es sich um bemalte Stuckaturen, die Marmorimitationen, aber auch einen Fries mit Delphinen zeigen. Aus Glanum, auch im Süden Frankreichs, stammen diverse vergleichsweise gut erhaltene Beispiele des 2. Stils. Eine Malerei aus dem Haus des Sulla (maison de Sulla) zeigt gelbe Felder, Orthostaten und kleine Figuren, die ein Gesims tragen. Gemalte Pilaster stehen vor dieser Wand. Aus dem Haus der zwei Alcoven (maison aux deux Alcôves) stammen sehr ähnliche Wanddekorationen. Beispiele des 2. Stils sind auch von anderen Orten, etwa Ensérune und Nimes, bekannt. Alle diese Orte liegen im Süden Frankreichs. Zahlreiche Beispiele des 3. Stils sind erhalten und publiziert. Sie stammen aus fast allen Teilen des Landes. In Fréjus fand sich ein Atriumhaus, dessen gesamtes Dekorationsprogramm sich relativ gut rekonstruieren lässt. Die meisten Räume sind im 3. Stil ausgestattet. Die Wände sind eher schlicht gestaltet mit roten Feldern und grünen oder schwarzen Trennfeldern. Die Oberzonen sind gelb. Die Sockelzonen sind dunkelrot oder schwarz. Ab der Mitte des ersten Jahrhunderts gibt es auch zahlreiche Malereien, die dem 4. Stil verpflichtet sind. Daneben gibt des in den gallischen Provinzen aber auch noch viele Malereien, die dem späten 3. Stil angehören. Die Entwicklung in Frankreich verlief also in eine andere Richtung als in Italien. Aus Vienne stammt eine schwarzgrundige Wanddekoration mit Kandelabern. Die Kandelaber tragen Eroten und Vögel, die Malerei zeigt Elemente des 3. Stils, wirkt insgesamt aber überladen und erinnert so schon an den 4. Stil. Es gibt zahlreiche Wandmalereien mit filigranen Schmuckbändern, wie sie typisch für den 4. Stil sind. Nicht gut bezeugt sind dagegen Architekturwände, wie sie sonst im 4. Stil bezeugt sind.
Aus dem 2. Jahrhundert sind diverse Typen von Wanddekorationen erhalten. Es gibt weiterhin zahlreiche Beispiele für Kandelaberwände. Architekturen sind nun häufiger bezeugt. Eine Neuerung sind zahlreiche Malereien auf hellem Untergrund. Vergleichsweise wenige Malereien können in das 3. und 4. Jahrhundert datiert werden. Bemerkenswert sind verschiedene Wände mit großen Figuren. Aus einer Thermenanlage in Saint-Romain-en-Gal stammen vier Paneele mit Figuren, die Sportler darstellen. Aus severischer Zeit stammen auch Beispiele von Malereien mit aufwändigen Architekturen, die an den 2. Stil erinnern.

### Nordwestliche Provinzen

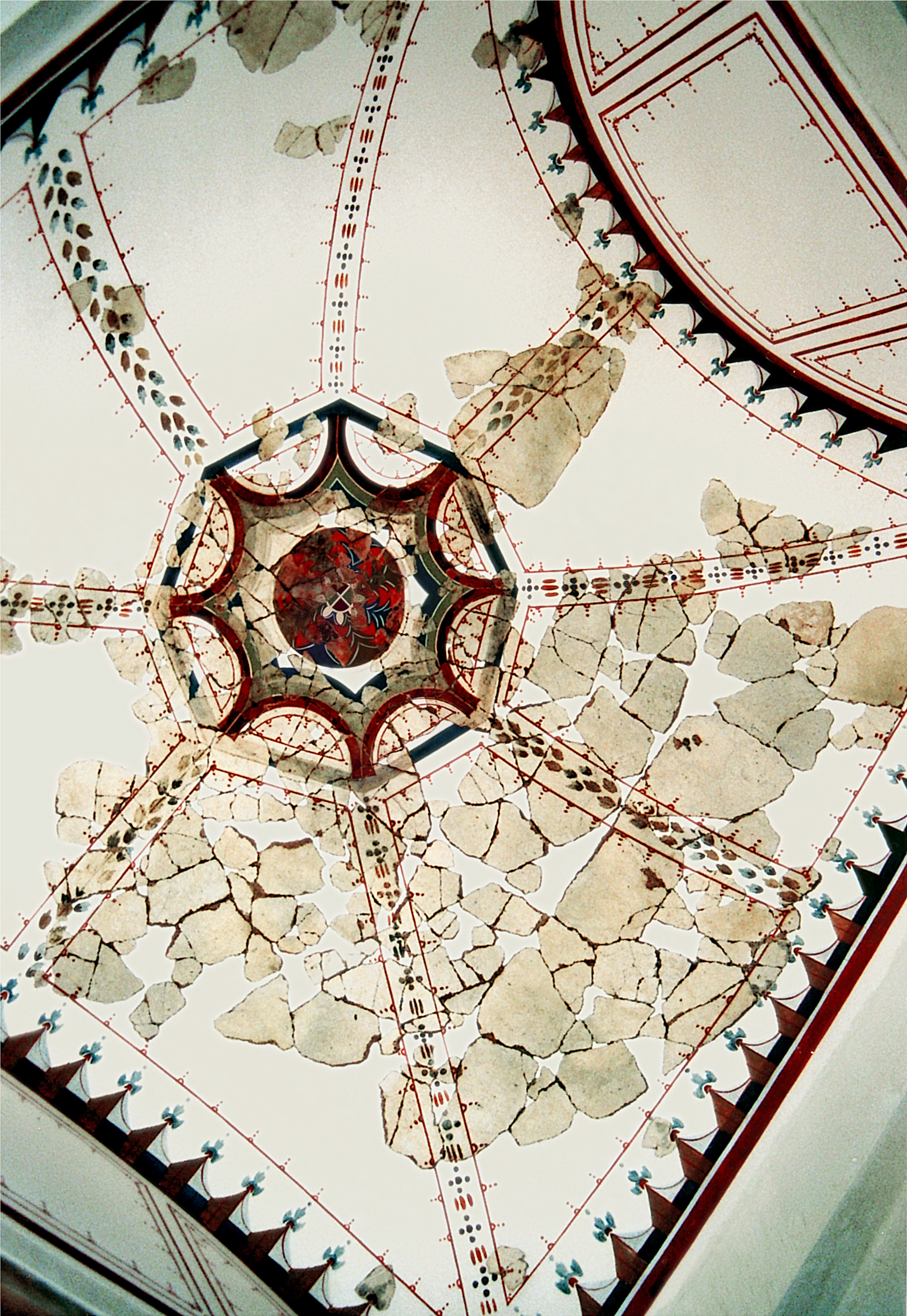
Bemaltes Tonnengewölbe in der Römervilla von Bad Neuenahr-Ahrweiler

Die Wandmalerei dieses Gebietes (Deutschland, Schweiz, Niederlande und Belgien) ist gut aufgearbeitet. Zu einigen Städten (Köln, Xanten) und Regionen (Schweiz, nördliches Obergermanien,) gibt es mittlerweile Monografien, in denen alle Funde von Wandmalereien behandelt worden sind. Die Materialbasis ist daher breit, auch wenn es vergleichsweise wenige wirklich gut erhaltene Wandmalereien gibt. Viele Rekonstruktionen von Dekorationen sind daher unsicher.
Die spärlichen ältesten Reste von Wandmalereien in diesem Gebiet gehören dem 3. Stil an und sind teilweise von hoher Qualität und italischen Vorbildern sehr verwandt. Anscheinend kamen mit den römischen Truppen auch Maler in die neu eroberten Gebiete und etablierten eigene Malwerkstätten. In der Folgezeit lösten sich diese Werkstätten aber von den Vorbildern in Italien. Die Wandmalereien in diesem Gebiet entwickelten ein eigenes Repertoire. Besonders beliebt waren in der Folgezeit Kandelaberwände, daneben sind Felderwände ebenso häufig anzutreffen, während Architekturen bei weitem nicht so häufig wie in Italien sind. Der 4. Stil ist daher zwar auch in diesen Provinzen vorhanden, aber oftmals nur an den typischen filigranen Ornamentbändern erkennbar (beispielsweise Augsburg, Thermen Windisch AG (Schweiz) Vidy (Schweiz)), Rübenach (Stadtteil von Koblenz), die nicht die Verbreitung wie in Italien fanden. In der hadrianischen und folgenden Zeit wurde der 4. Stil fortgesetzt, doch sind die Wände einfacher gestaltet. Es kommen nicht mehr so viele verspielte Ornamente vor. Felderdekorationen sind weiterhin vorherrschend, es gibt aber auch noch Kandelaberwände. Ganz selten sind Architekturen bezeugt. Am Ende des 2. Jahrhunderts und mit dem Beginn des 3. Jahrhunderts verschwanden dann die Kandelaberwände. Felderdekorationen waren nun vorherrschend, wobei es einerseits sehr farbenprächtige Beispiele gibt, andererseits aber auch eher einfach gestaltete Wände, deren Dekoration in roten Linien auf weißem Grund gemalt wurde (zum Beispiel Villa in Schwangau, Ostallgäu). Im ganzen 2. Jahrhundert lassen sich auch Dekorationen in einem Tapetenstil nachweisen.
Durch die ständigen Einfälle von Germanen in diese Provinzen ab der 2. Hälfte des 3. Jahrhunderts verarmte dieses Gebiet. In die Folgezeit datieren nur wenige Beispiele von Wandmalereien.

### Ungarn

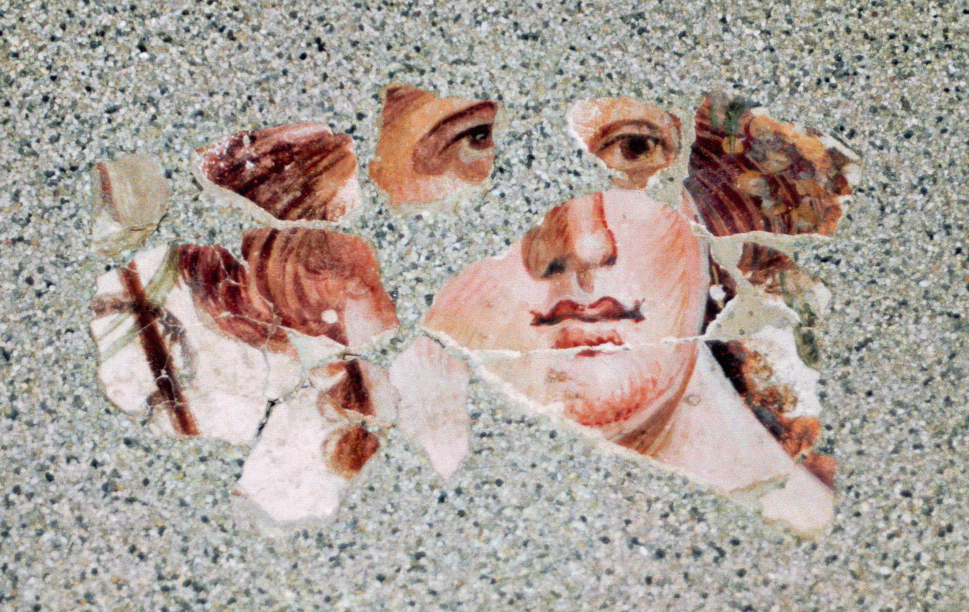
Ausschnitt aus einem 1992 im antiken Brigetio (Komárom) in Ungarn entdeckten Deckenfresko, spätes 2. Jahrhundert n. Chr.

Durch einen guten Forschungsstand sind die Malereien in diesem Land gut bekannt. Die Funde scheinen zu belegen, dass diese Provinz zu Beginn stark italischen Vorbildern folgte. Bei Nemesvamos-Balacapuszta fand sich eine römische Villa, deren prächtige Malereien im 4. Stil kaum Beispielen aus Pompeji nachstehen. In dem sog. schwarz-lila Zimmer gibt es schwebende Figuren in Feldern, die von architektonischen Durchblicken gerahmt werden. Auf den Architekturen in den Seitenfeldern erscheinen Kentauren und vollplastisch gemalte Kandelaber. Malereien, die sich in Budapest fanden, erinnern stilistisch an solche aus dem parthischen Kunstbereich und mögen auf Soldaten aus diesem Bereich hindeuten. Die Wandmalereien aus dem dortigen Statthalterpalast, die in das vierte Jahrhundert datieren, sind mit ihren Marmorimitationen typisch für ihre Zeit.

### Provinz Britannia
Auch die Malerei dieser Provinz ist gut aufgearbeitet. Im Gegensatz zu den anderen nordwestlichen Provinzen folgte Britannia aber weitestgehend den Entwicklungen in Italien. Dies mag zunächst überraschen, doch wurde die Provinz erst relativ spät erobert. Die hier gegründeten Malerwerkstätten entwickelten nie in dem Umfang einen eigenen Stil, wie es zum Beispiel in Germania geschah. So gibt es aus dem zweiten Jahrhundert gute Belege für architektonische Wände und auch für solche in rot-gelber Farbgestaltung.

### Osten des Reiches

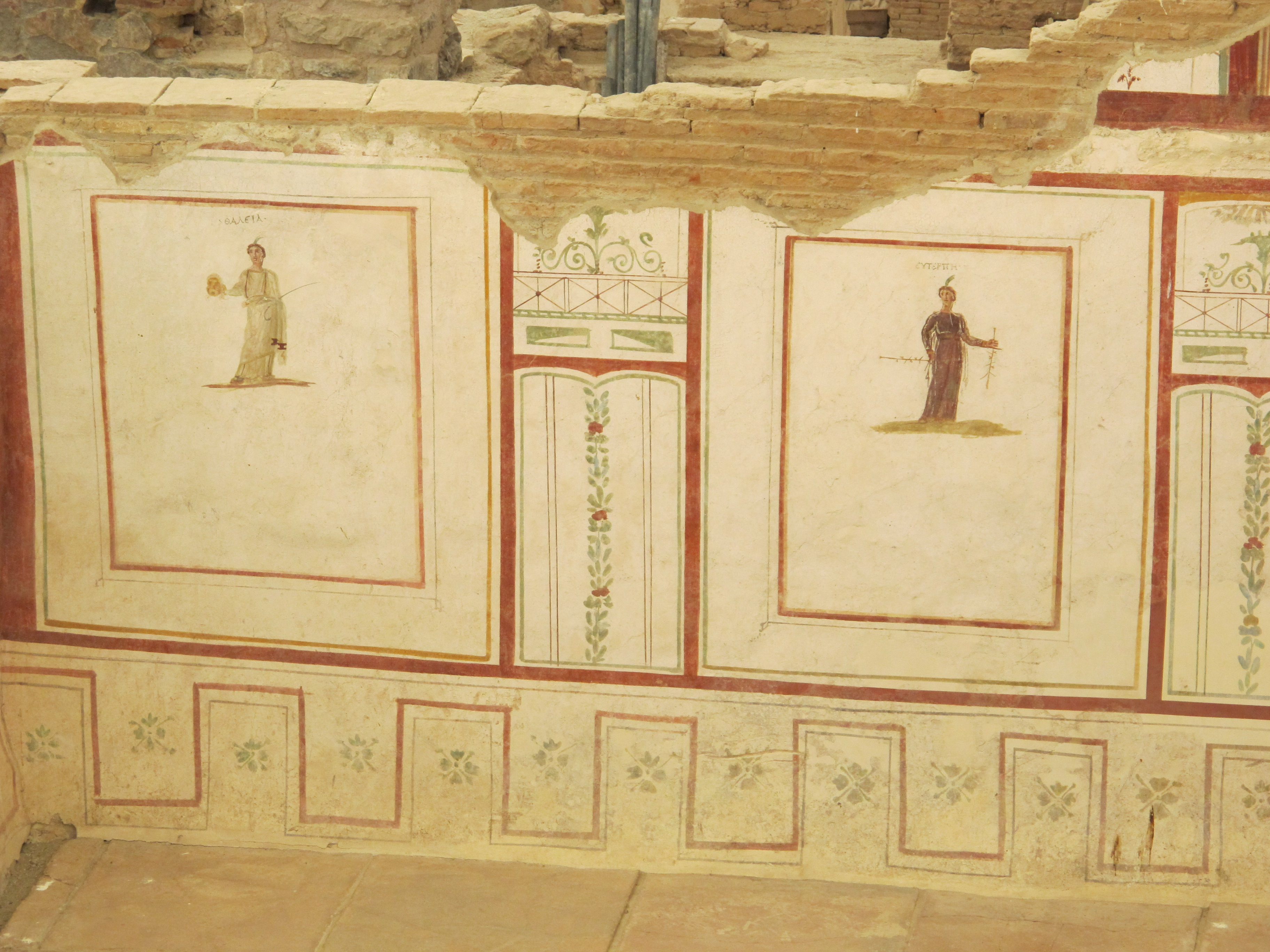
Malerei des 3. Jahrhunderts aus Ephesus, Felderdekoration mit der Darstellung von Musen

Die Entwicklung der Wandmalerei als Ganzes ist im Osten des Reiches relativ schwer zu verfolgen und ist auch noch nicht aufgearbeitet. In Ephesos fanden sich in den Hanghäusern zahlreiche Beispiele. Sie stellen den bisher größten Corpus von Wandmalereien aus dem Osten des Reiches dar. Hier gibt es Wände, die im 4. Stil gemalt sind und rot-gelbe Wände der antoninischen Zeit, die einen vergleichbaren Stilverlauf wie in Italien belegen. Der Großteil der dort gefundenen Malereien datiert in das dritte Jahrhundert n. Chr. und zeigt Felderwände auf hellen Grund. Die Notgrabungen in Zeugma erbrachten weitere zahlreiche neue Funden von Wandmalereien, die in das 2. und 3. Jahrhundert datieren. Hier fanden sich vor allem Felderdekorationen auf hellem Grund mit großen, einzelnen Figuren, die je ein Feld einnehmen. Die Dekorationsschemen sind mit denen von Ephesus vergleichbar. Die Figuren haben oft griechische Beischriften, wie es auch eher typisch in der hellenistischen Welt war. Eine Wand zeigt lebensgroße Dienerfiguren auf roten Grund zwischen einfachen Archiketuren. Sie datiert um 200 n. Chr. und ist mit einer etwa gleichzeitigen Wand in Rom (im Domus Praeconum) vergleichbar. Aus Athen und Delos stammen Dekorationen des 1. Stils. Aus Petra und von der Masada gibt es Beispiele des 2. Stils. In Sabratha gibt es Beispiele aufwendiger Malereien, wohl hadrianischer Zeit, in Anlehnung an den 2. Stil.

### Nordafrika
Nur die Wandmalereien aus Tunesien sind bisher systematisch aufgearbeitet worden. Auch hier finden sich zahlreiche Malereien, die sich an die Stile in Italien anschließen lassen. Die ältesten Malereien lassen sich dem 3. Stil zuordnen und stammen aus Karthago. Andere Malereien in Karthago zeigen Ornamentbänder, wie sie aus dem vierten Stil bekannt sind. In der Maison de la Ronde fanden sich weitere Beispiele, die eindeutig dem 4. Stil zuzuordnen sind. Es handelt sich hier um Reste von gemalten Kandelabern. Der Großteil der Malereien aus Tunesien datiert in das zweite Jahrhundert n. Chr.
Generell hat man den Eindruck, dass zumindest große städtische Zentren der Entwicklung in Italien folgten. Im Detail mag es aber Eigenentwicklungen gegeben haben, wie es die eigenwilligen Malereien im 2. Stil aus Petra belegen, die zwar diesem Stil zugeordnet werden können, aber sich doch in der Gestaltung von den Malereien aus Italien unterscheiden.

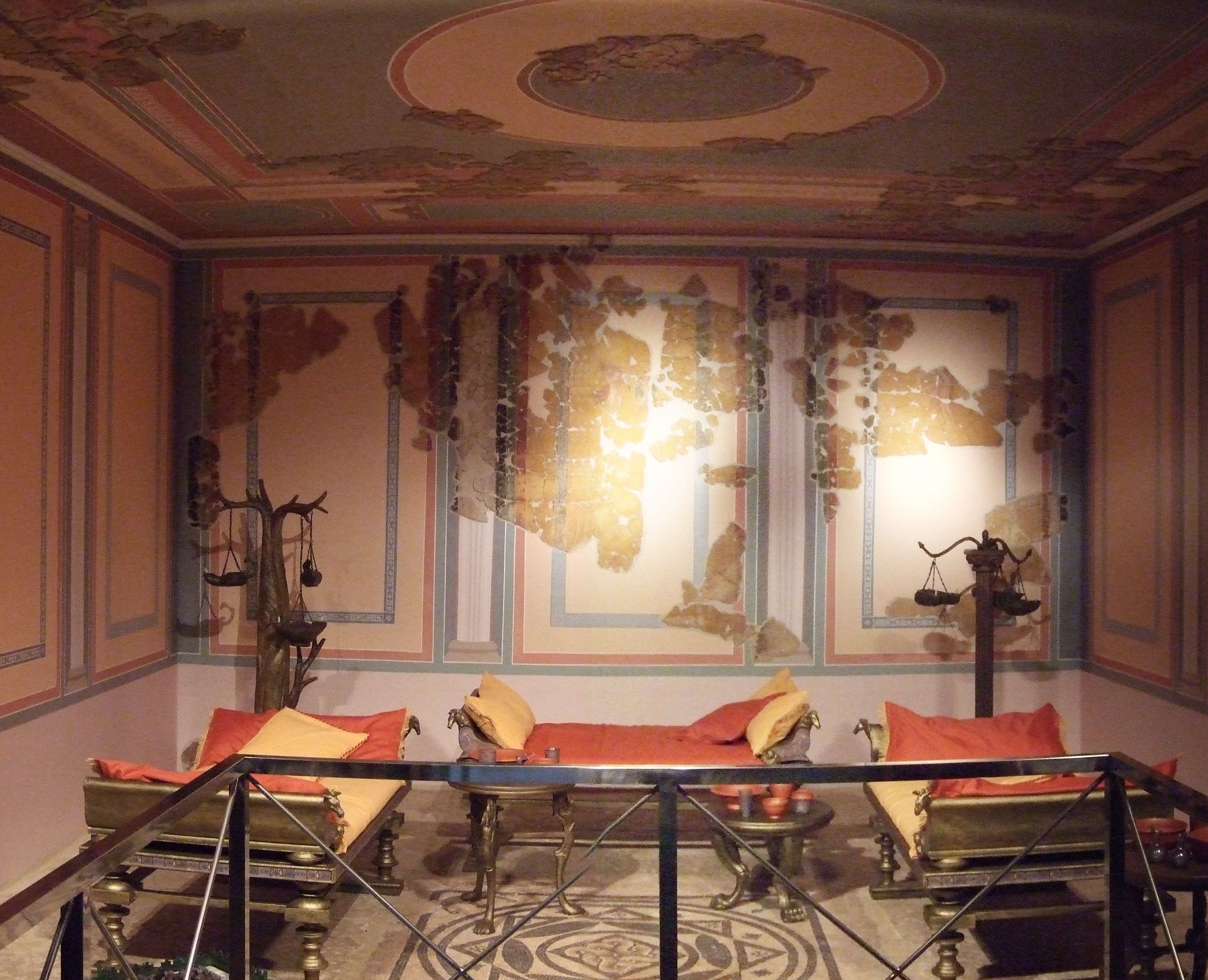
Saragossa, 1. Jahrh. v. Chr.
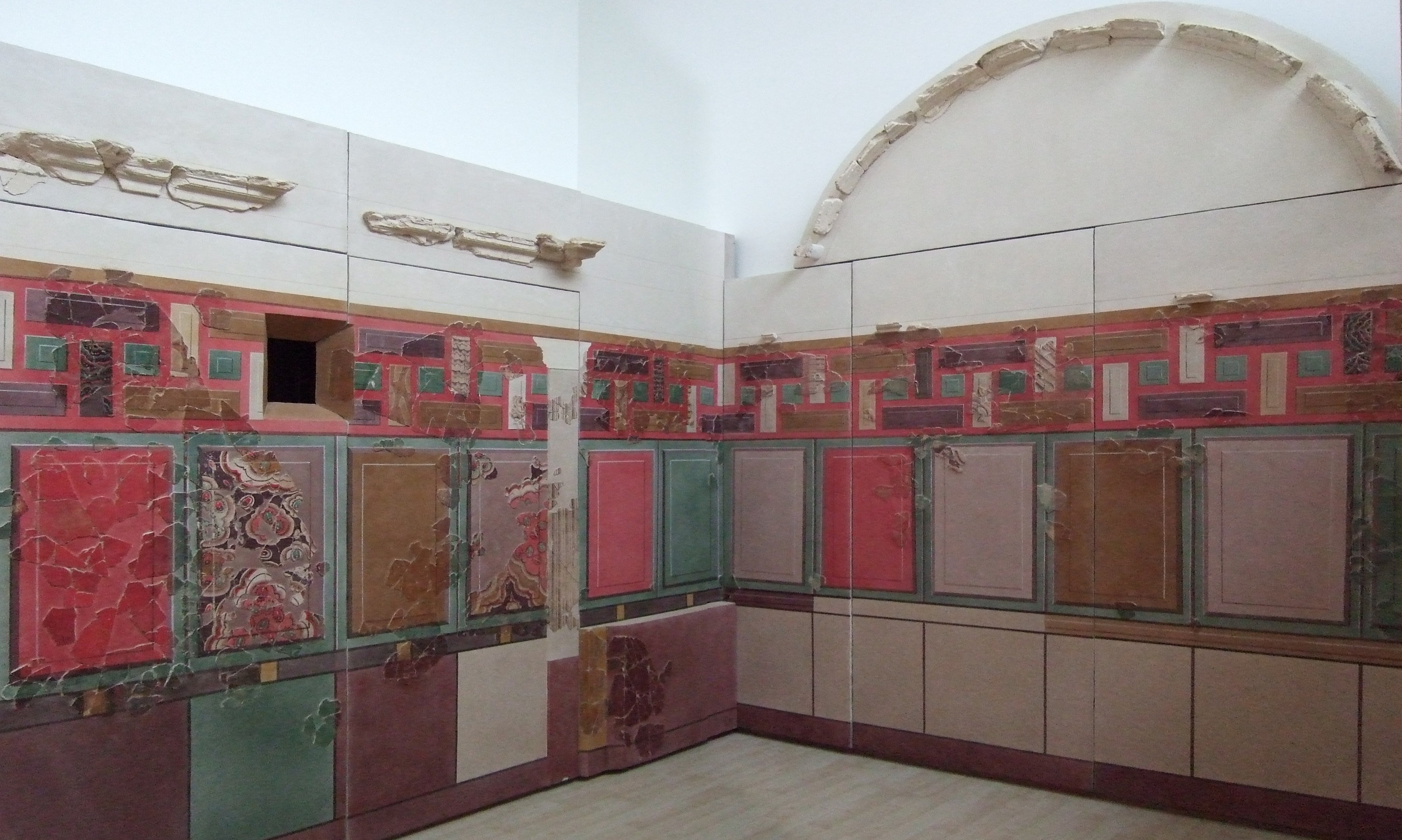
Calatayud, Wanddekoration im Zweiten Stil, 1. Jahrh. v. Chr.
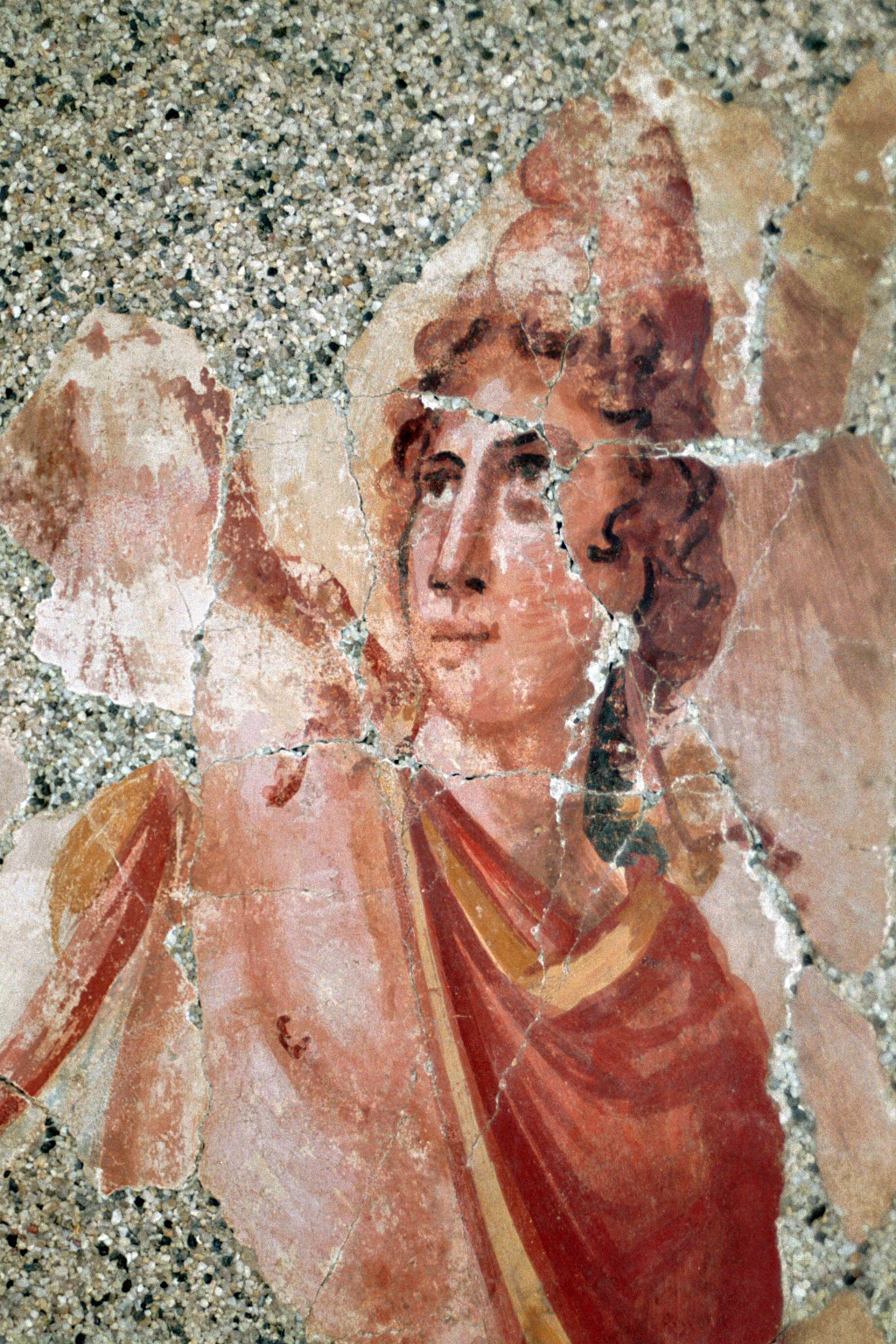
Komárom, Wanddekor aus einem Privathaus in Brigetio, Ungarn
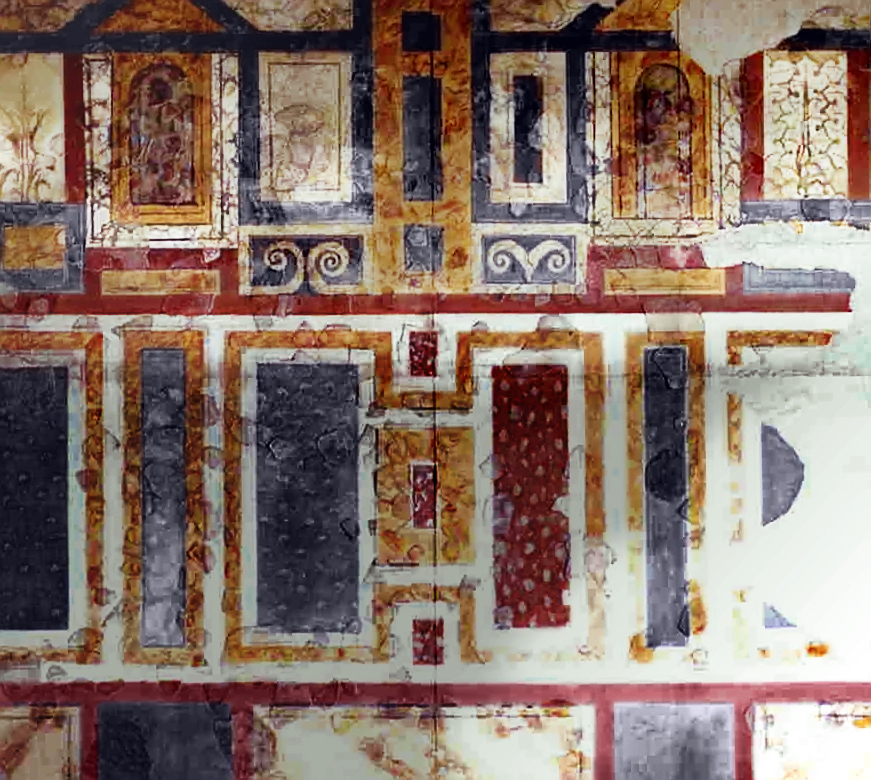
Budapest, Wanddekoration im Statthalterpalast von Aquincum, um 300 n. Chr.
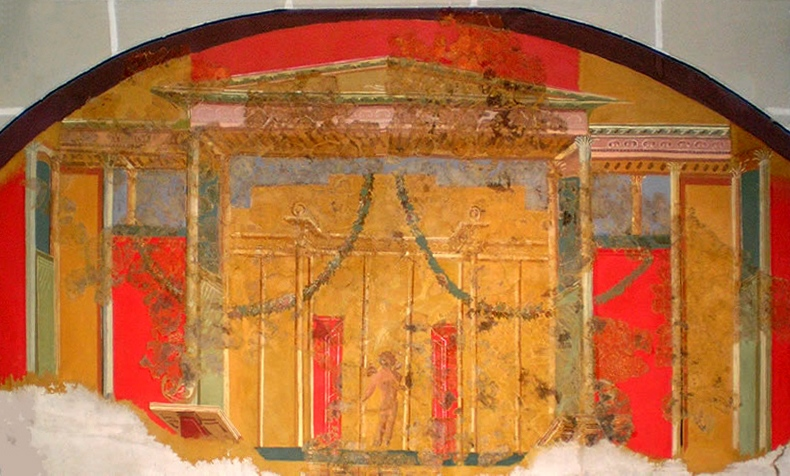
London, 2. Jahrh. n. Chr.

## Einzelbilder und Sonderformen

### Landschaftsmalerei und Gartenlandschaften

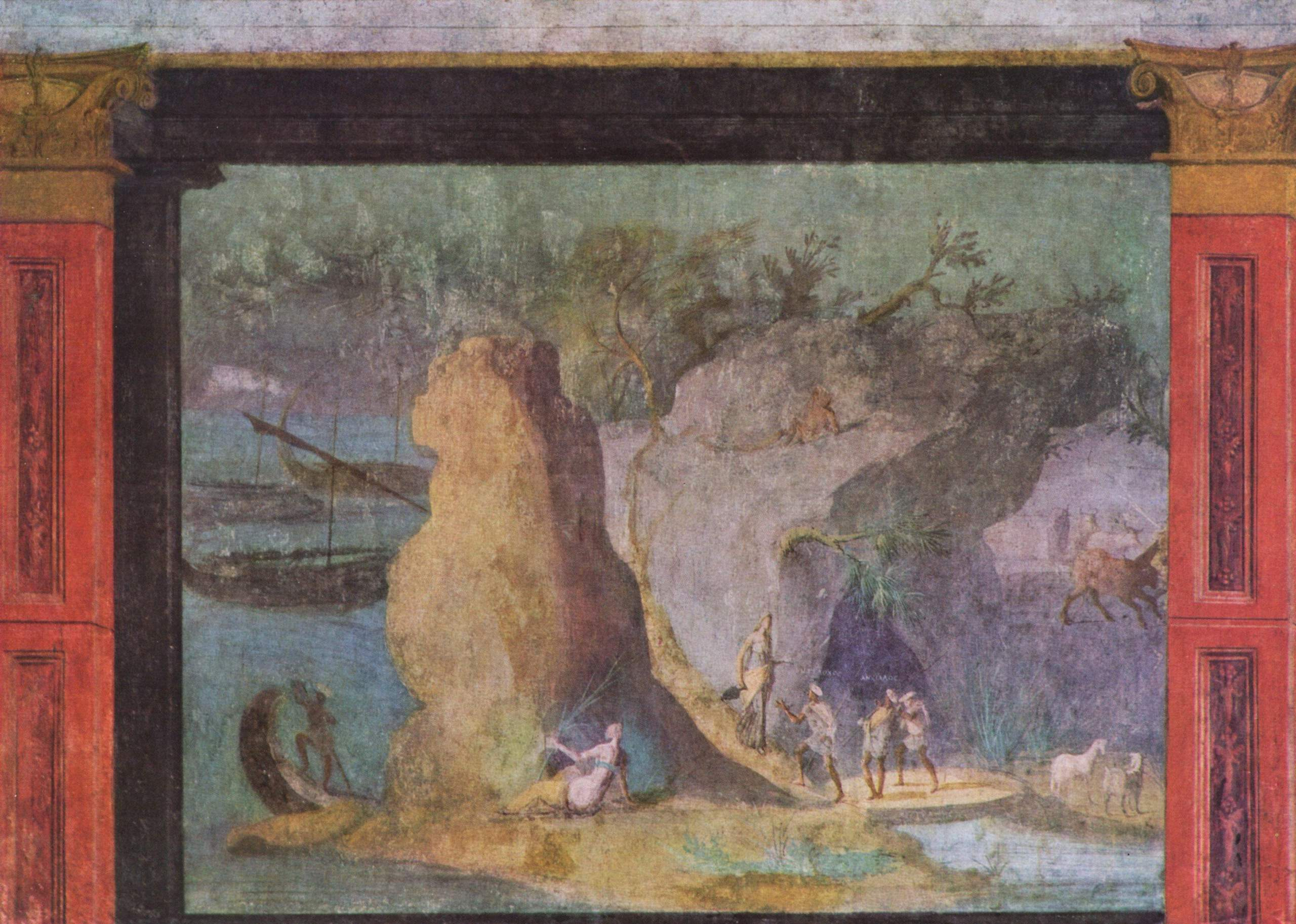
Landschaft zur Odyssee, ca. 50 v. Chr.

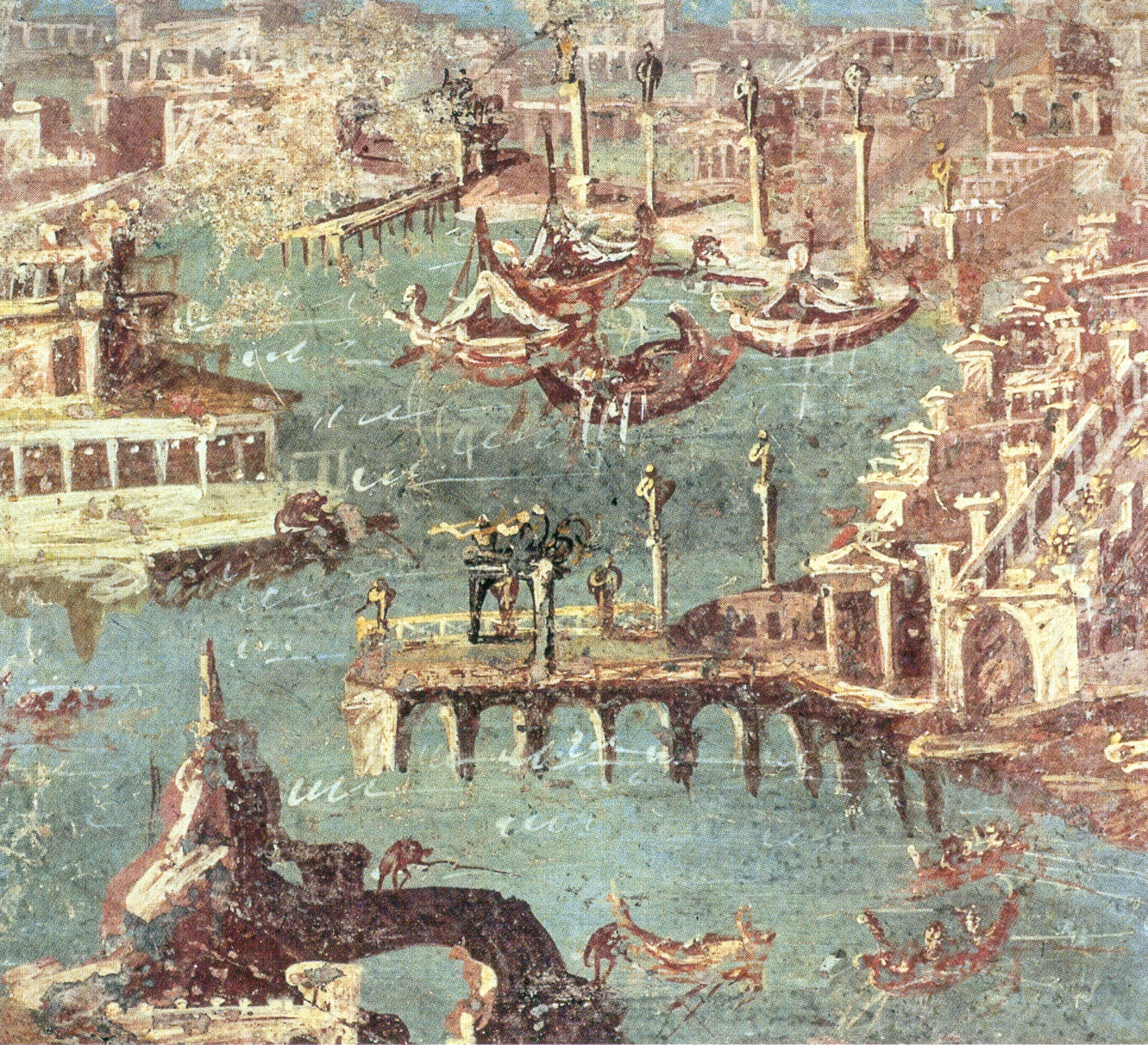
Hafen, Fresko aus Stabiae

In allen Perioden gibt es Belege für Gartenlandschaften. Ein Raum wurde vollkommen wie ein Garten ausgemalt. Meist ist dieser Garten von einer niedrigen Mauer umzäunt, über die man in ihn hineinschauen konnte. Der Garten ist meist reich mit Vögeln bevölkert. Es finden sich manchmal die Darstellungen von Brunnen und Statuen. Bei einigen pompejanischen Häusern gewinnt man den Eindruck, dass diese Gartenlandschaften einen sonst nicht im Haus vorhandenen Garten mit Statuenausstattung ersetzten. Die Gartenlandschaften sind seit dem 2. Stil belegt und sind nur an kleinen Details einem Stil zuweisbar. Die Malereien in der Casa dei Cubicoli floreali stammen zum Beispiel aus der Zeit des 3. Stils und sind dementsprechend eher flach angelegt, während die Landschaften des 2. und 4. Stils sehr um räumliche Tiefe bemüht sind.
Die Darstellung von Landschaften ist schon seit dem Zweiten Stil gut bezeugt, beispielsweise durch die Odysseelandschaften, die in einem Haus auf dem Esquilin in Rom ausgegraben wurden. Sie stellen Teile der Odyssee dar. Die etwa 1,60 Meter hohen Wandbilder zeigen Odysseus und andere heroische Gestalten in einer die Darstellung dominierenden Landschaft. Felsen, Bäume, Paläste sind in einem impressionistischen Stil wiedergegeben. Unter Augustus soll ein Maler namens Ludius aktiv gewesen sein, den Plinius dem Älteren in seiner Naturgeschichte ausdrücklich als Erfinder von Landschaftsmalereien nennt. Er malte Landhäuser, Portiken, Landschaftsgärten, Wälder, Hügel, Fischteiche, Kanäle, Flüsse und Küste, wobei diese Bilder mit Menschen bevölkert waren. Zu seinen Motiven gehörten auch Villen und Seestädte, wie man sie auch in Pompeji und anderen Vesuvstädten fand.

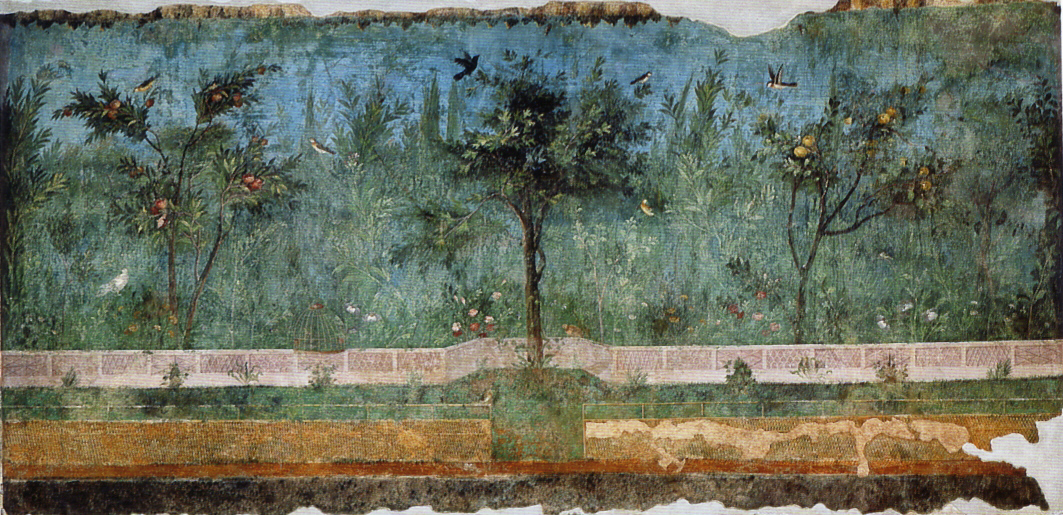
Gartenlandschaft, Villa der Livia in Primaporta
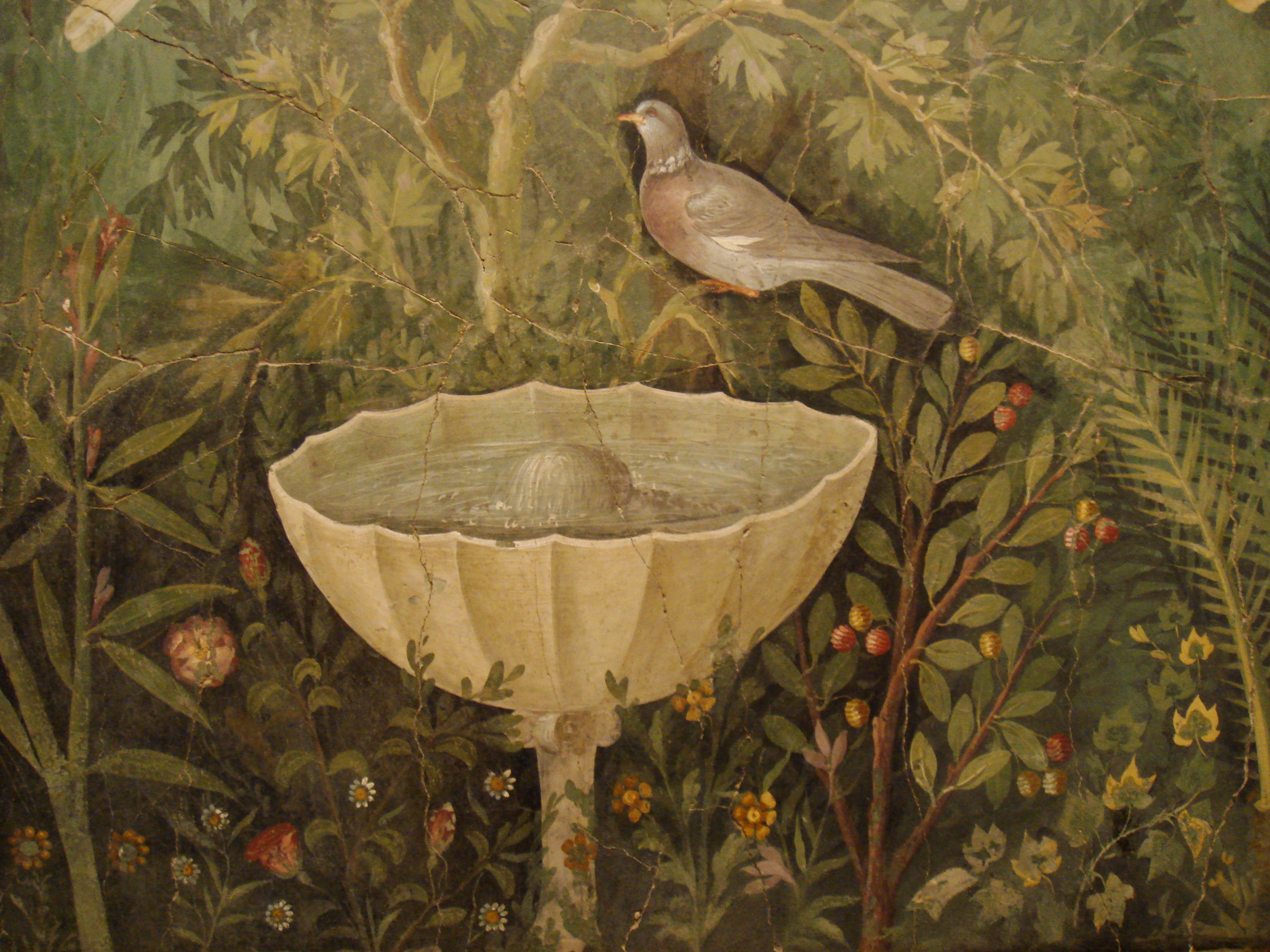
Vogeltränke, Casa del bracciale d’oro, Pompeji
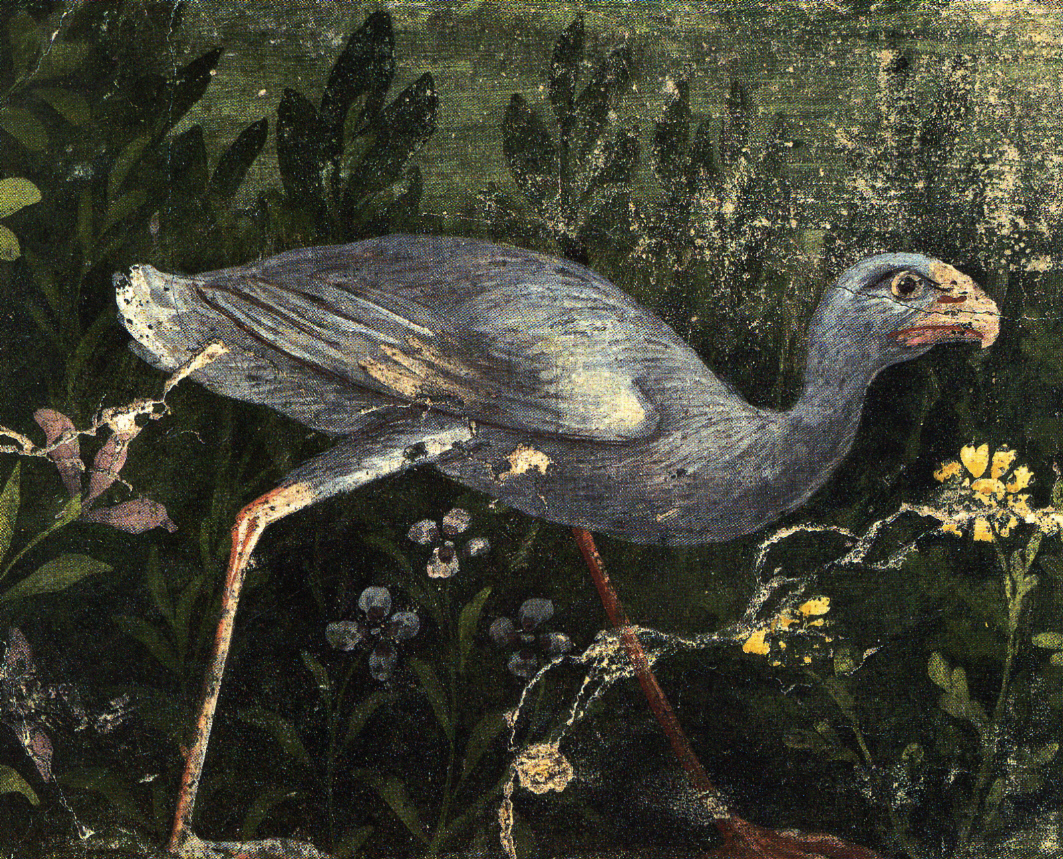
Purpurhuhn, Casa del bracciale d’oro, Pompeji
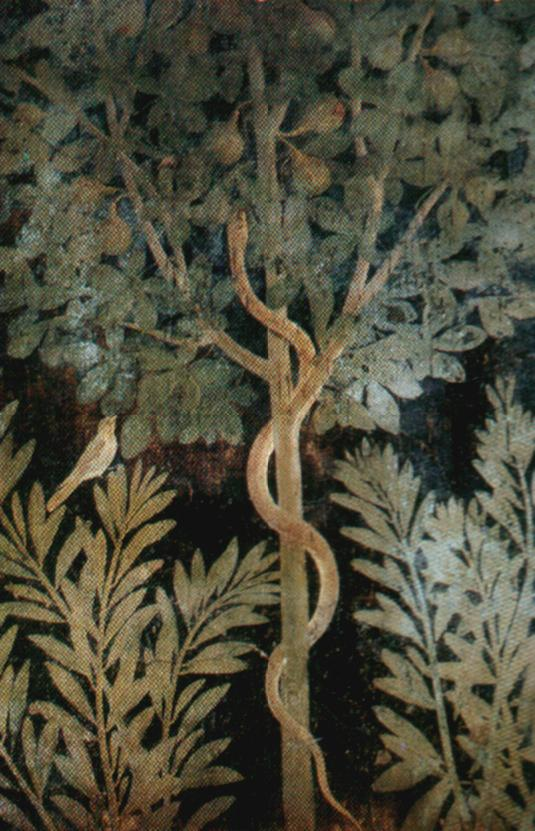
Feigenbaum, Casa dei Cubicoli floreali, Pompeji

### Mythologische Bilder
Das Zentralbild einer Wand bildete in der Regel ein mythologisches Bild, andere Motive als Zentralbild sind vergleichsweise selten. Das Bild ist meist hochrechteckig. Solche Bilder tauchen erst in der letzten Phase des 2. Stils auf und sind eher typisch für aufwendige Bemalungen, während einfachere oft auf solche Bilder verzichten. Die meisten dieser Bilder waren wohl Kopien griechischer Tafelbilder, die ihren Vorbildern jedoch eher locker folgten und je nach Geschmack verändert wurden, so dass es verschiedene Versionen eines einzigen Bildes geben kann, die sich wesentlich unterscheiden. Es kam immer wieder vor, dass weitere Figuren, wie kleine Eroten oder Zuschauer um die Hauptfiguren angeordnet werden.
Auch bei diesen mythologischen Bildern lassen sich je nach Stil bedeutende Entwicklungen feststellen. Im 2. Stil agieren die Figuren meist in einer deutlich wiedergegebenen Landschaft, während im 3. Stil diese oftmals nur angedeutet ist und die volle Aufmerksamkeit auf die Figuren gelegt wird. Die Darstellungen der Landschaft wird im 4. Stil wieder wichtiger. Gerade aus dieser Zeit gibt es auch sehr viele künstlerisch eher anspruchslose Bilder, was vielleicht einfach auf dem Zufall ihrer Erhaltung beruht. Mythologische Bilder sind bis in das 4. Jahrhundert belegt, verlieren aber schon in antoninischer Zeit an Bedeutung. Die Bilder werden innerhalb der Wand immer kleiner und nehmen nicht mehr die zentrale Position ein, die sie vorher hatten. In den Provinzen sind diese Bilder zwar auch belegt, scheinen aber doch seltener zu sein.

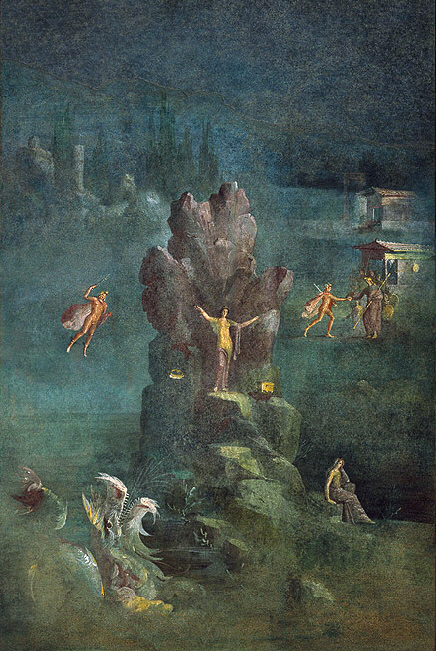
Perseus und Andromeda
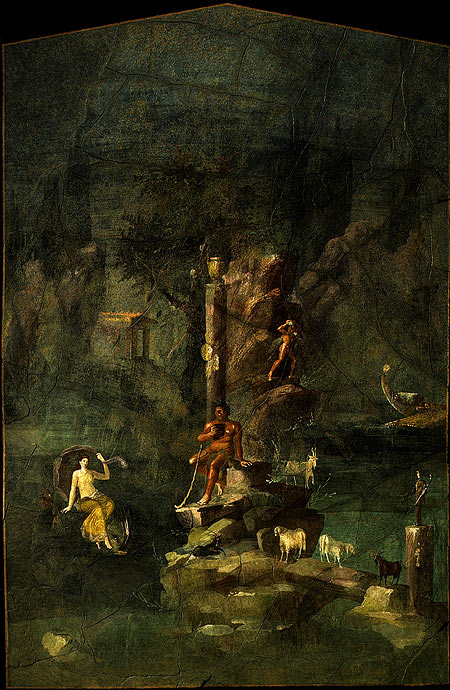
Polyphem und Odysseus
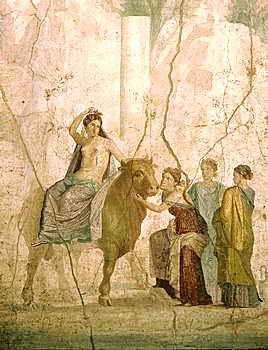
Europa und der Stier
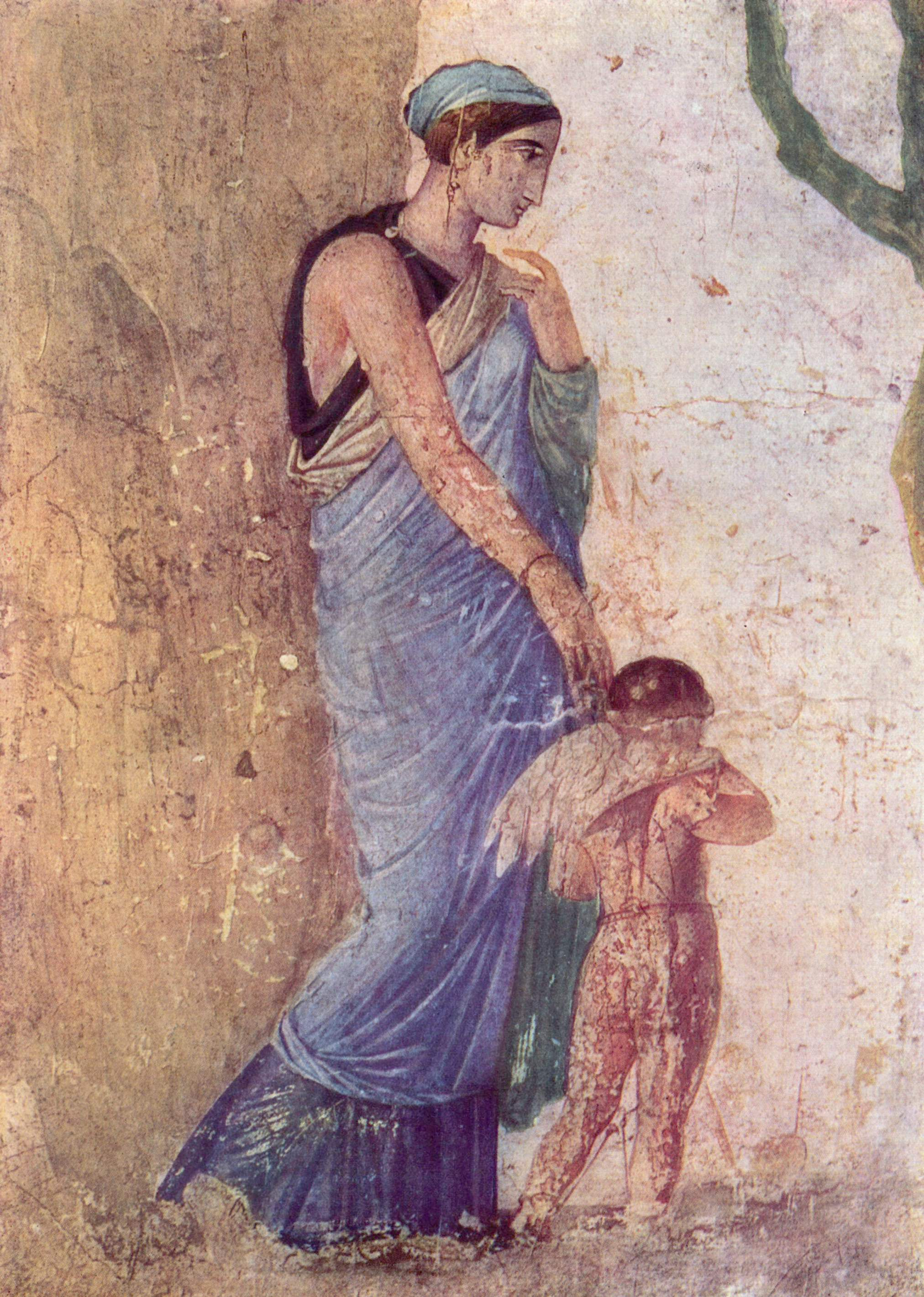
Der bestrafte Amor
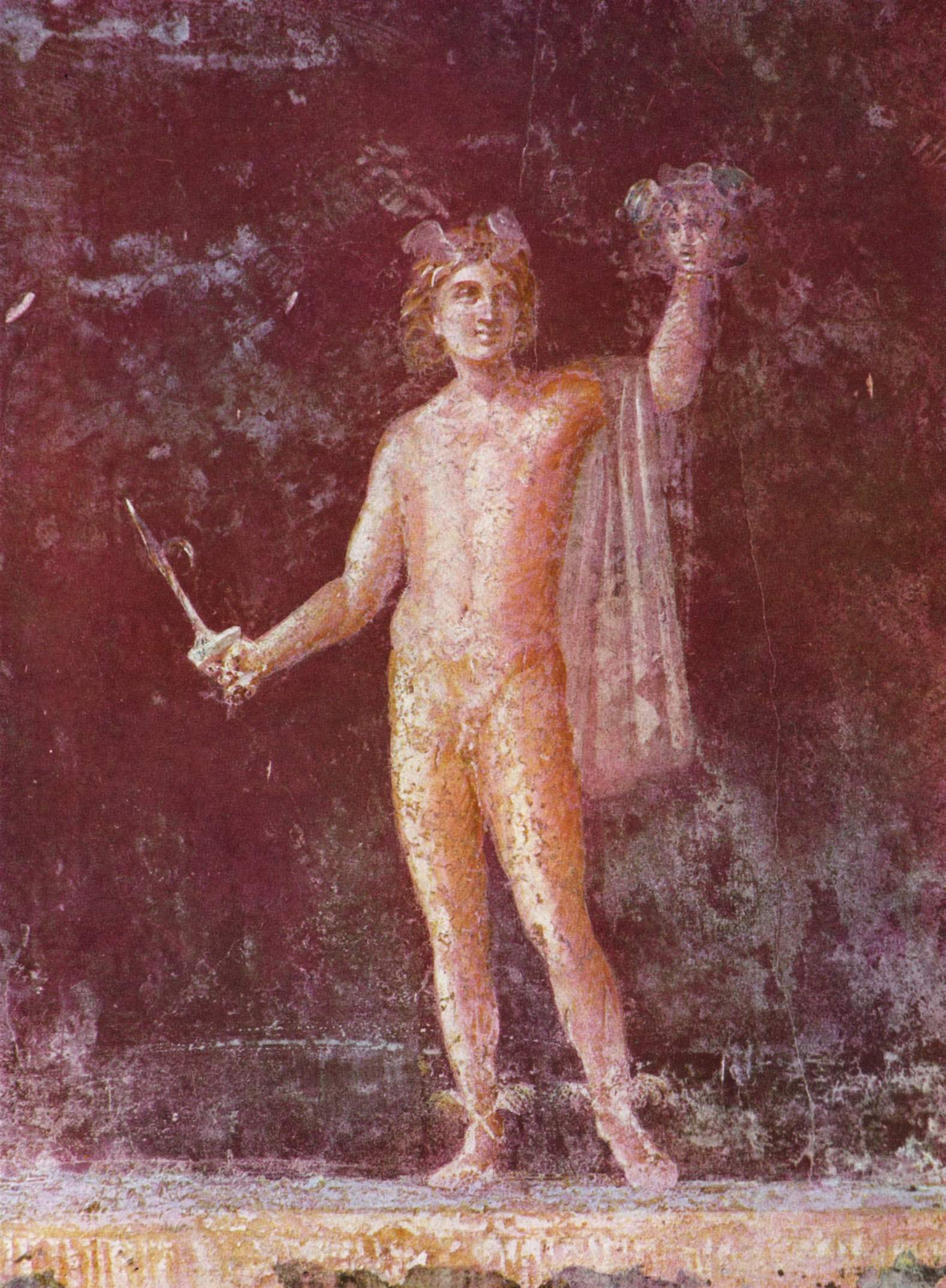
Perseus mit dem Haupt der Medusa
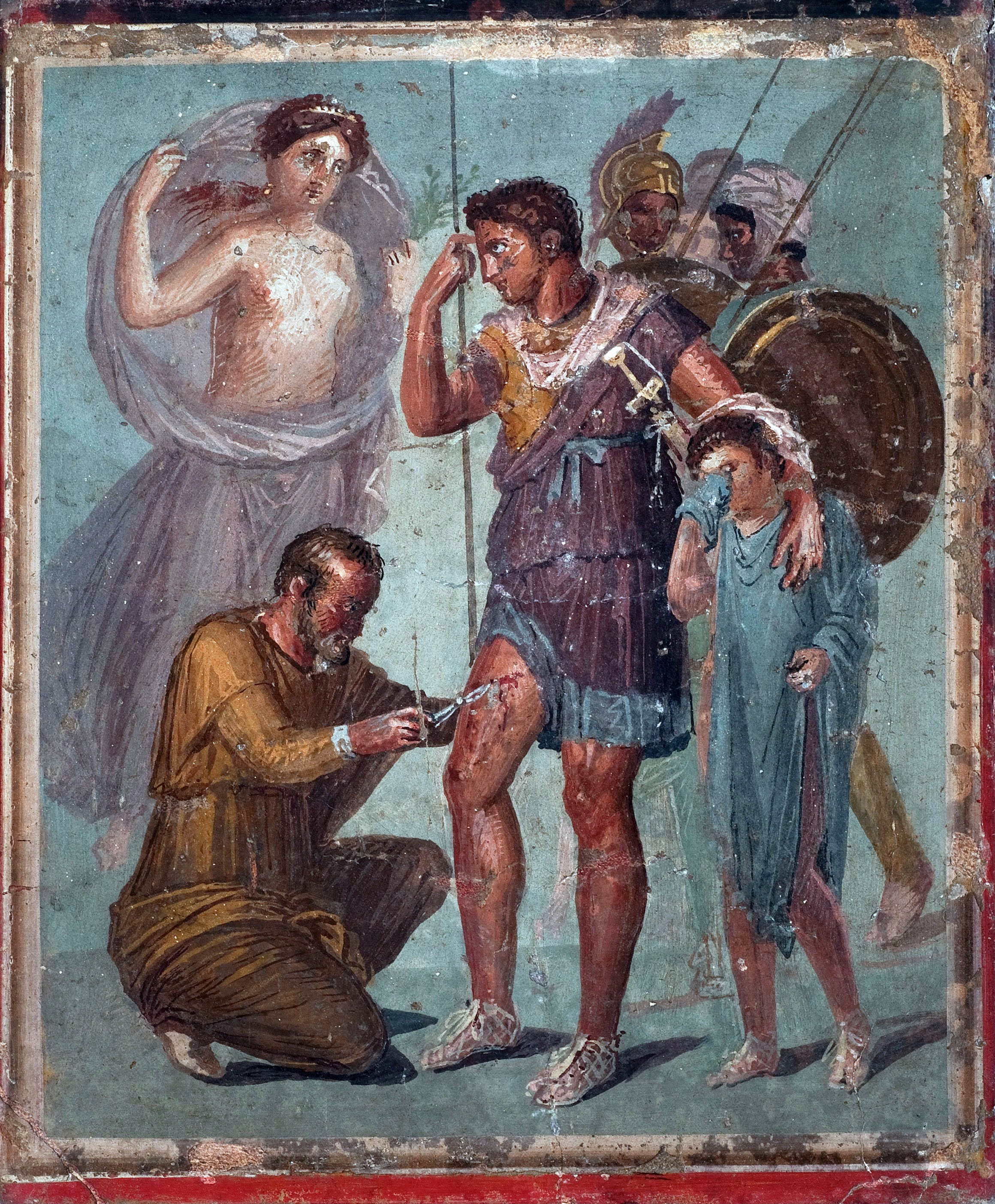
Iapyx entfernt Pfeil aus dem Bein des Aeneas
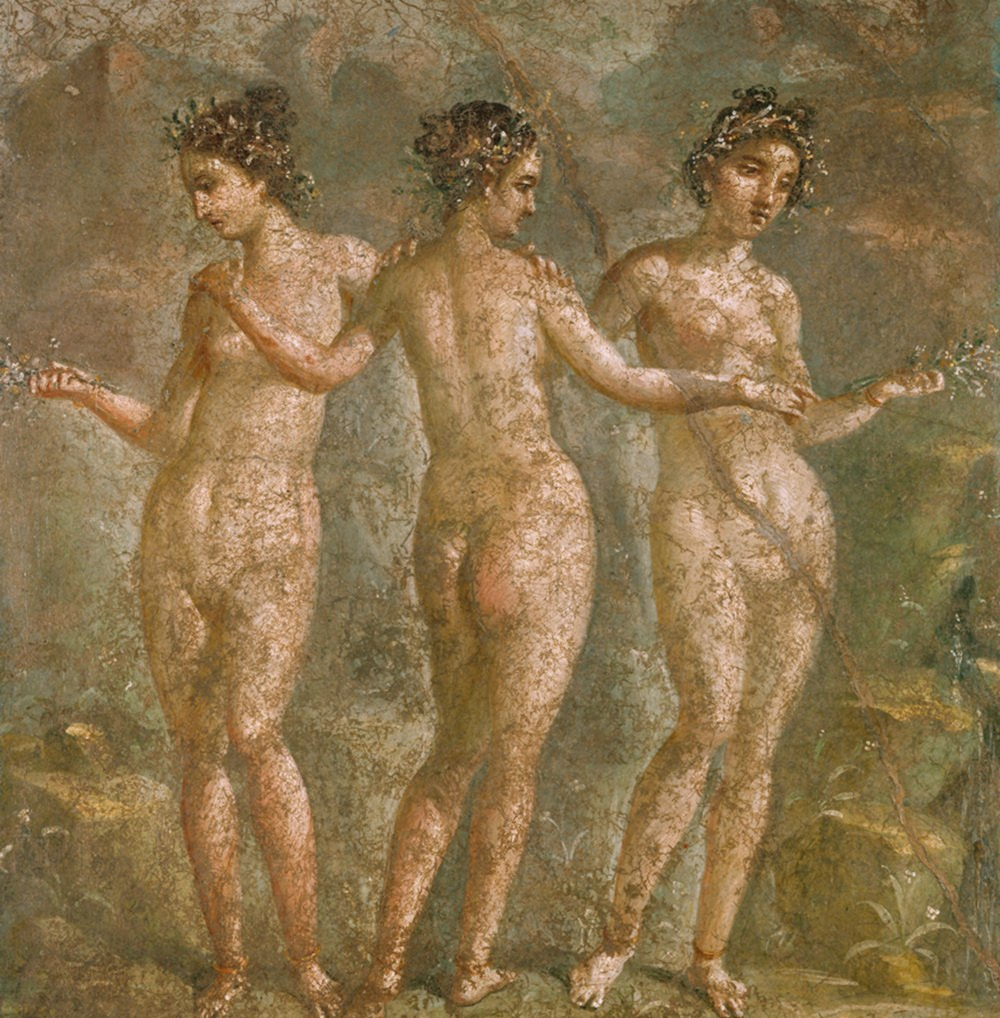
Die drei Grazien
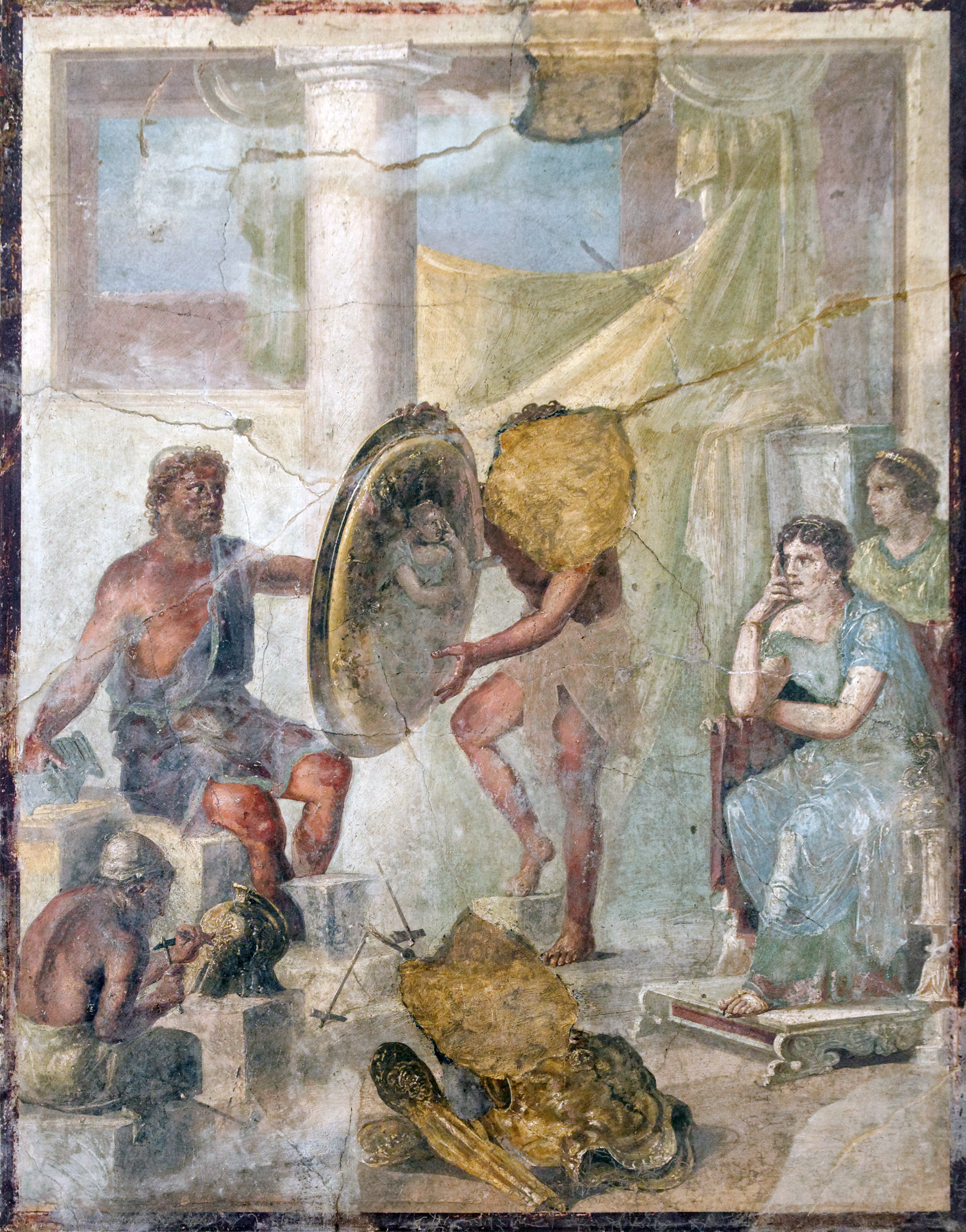
Thetis in der Werkstatt des Hephaistos, holt Waffen und Schild des Achill

### Alltagsdarstellungen
Neben den mythologischen Bildern nehmen Darstellungen des Alltags einen breiten Raum ein. Diese findet man eher selten in den Wandmalereien der Wohnräume, sondern oftmals in Geschäften oder Garküchen, wo sie als Werbeträger dienten. Diese Alltagsdarstellungen sind stilistisch oftmals eher unbeholfen und unterscheiden sich daher deutlich von den mythologischen Szenen. Erotische Darstellungen in Bordellen gehören wohl sicherlich in einen ähnlichen Kontext. Auch diese sind stilistisch oftmals eher einfach gehalten.

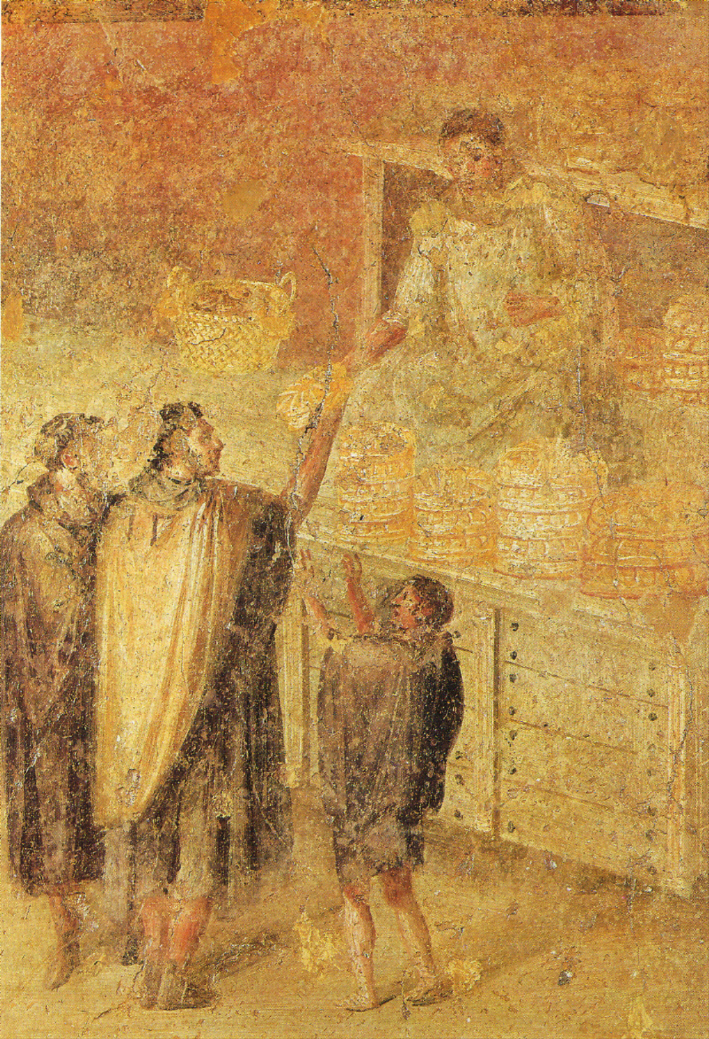
Brotladen
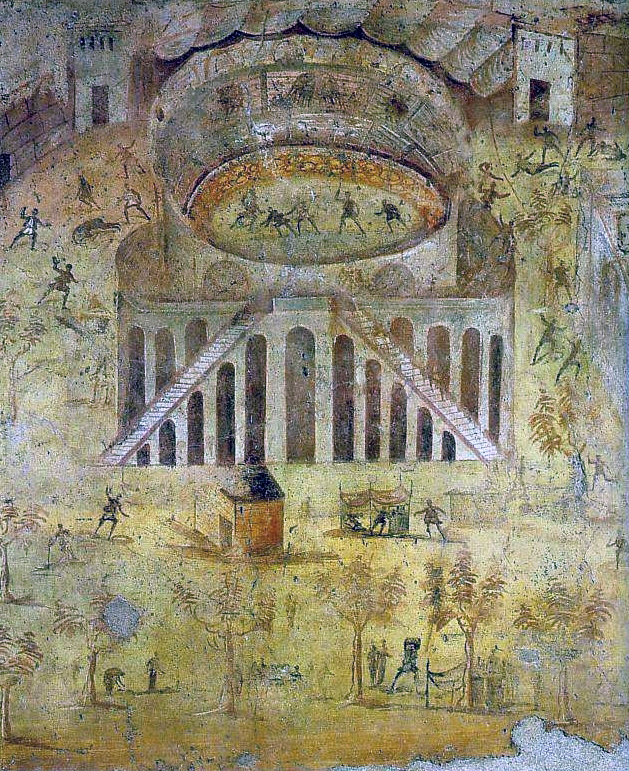
Amphitheater in Pompeji
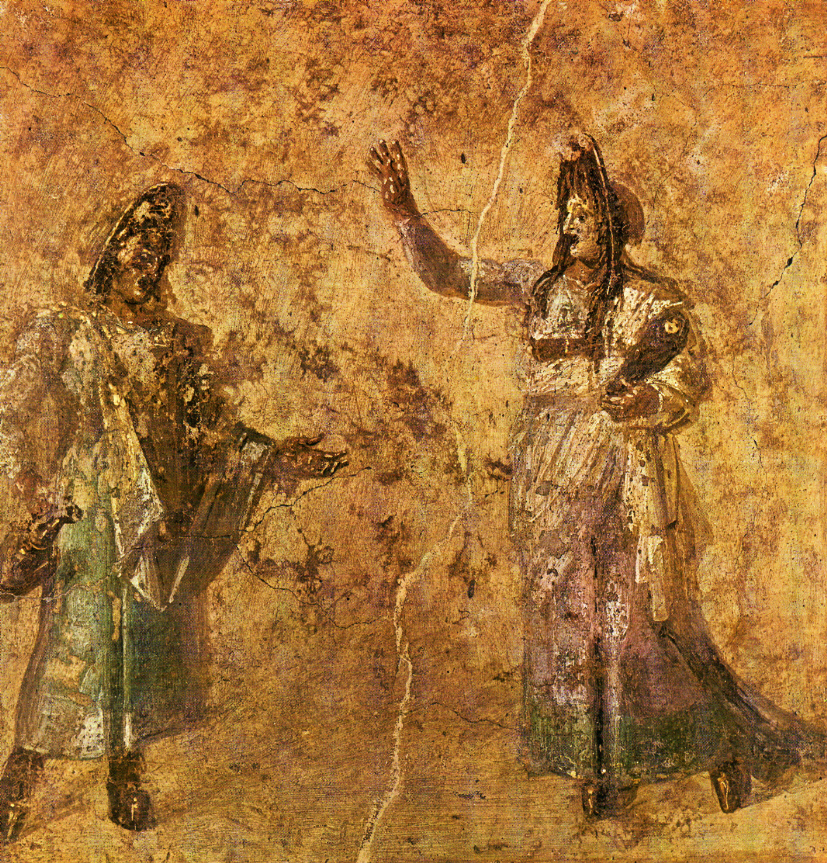
Theaterszene
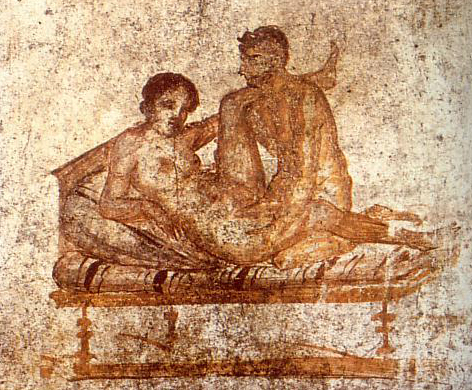
Erotische Szene
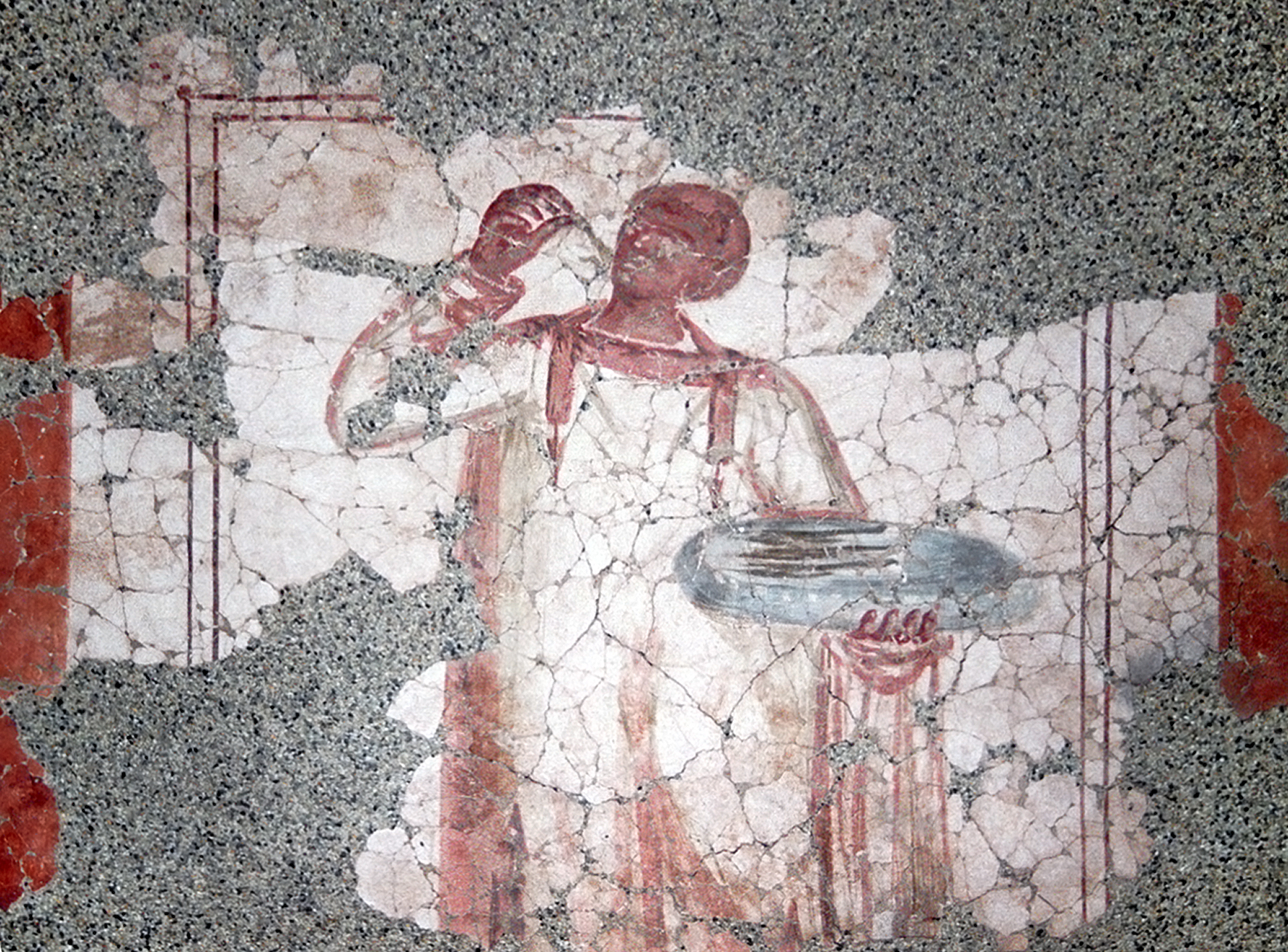
Essende Person

### Andere Darstellungen
Ab dem 4. Stil sind schwebende Figuren sehr beliebt, die in den Felder neben den Hauptbildern gemalt wurden. Meist handelt es sich auch hier um Figuren aus der Mythologie. An deren Stelle konnten auch kleine Landschaftsbilder treten, die manchmal auch das Hauptbild einer Wand darstellten. Diese Landschaften, unter denen die Darstellungen von Villen sehr beliebt waren, sind oftmals sehr skizzenhaft, impressionistisch gemalt, haben dadurch aber einen besonderen Reiz. Sie konnten sogar, vor allem in Garten eines Hauses, eine ganze Wand einnehmen. Neben diesen Bildern sind Stillleben sehr beliebt. In Thermen findet man oft die Darstellung von Wasser mit den darin schwimmenden Fischen und manche Speisesäle stellen auch bildlich einen Bezug zu Banketten her.

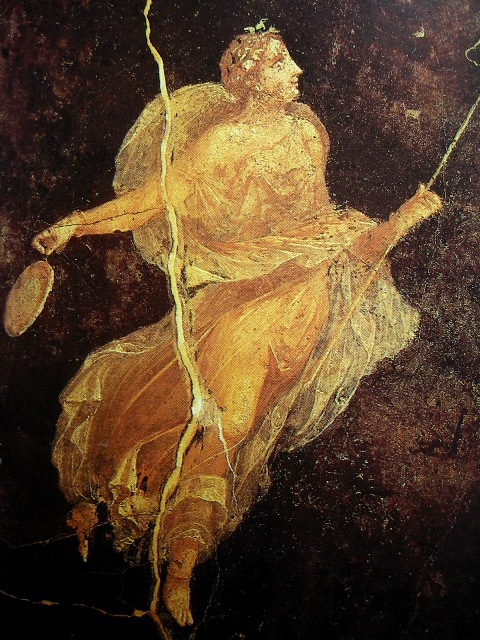
Schwebende Figur im 4. Stil
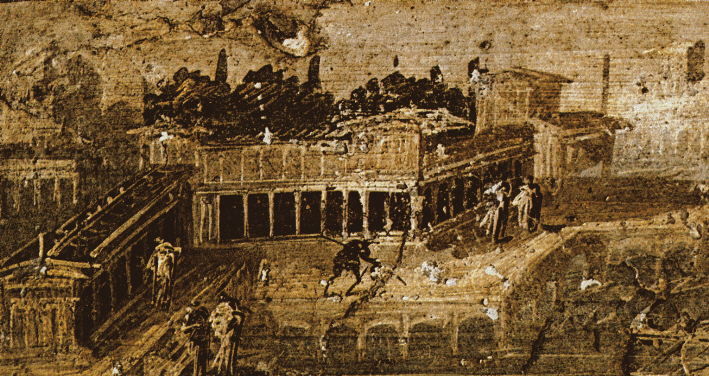
Villenlandschaft
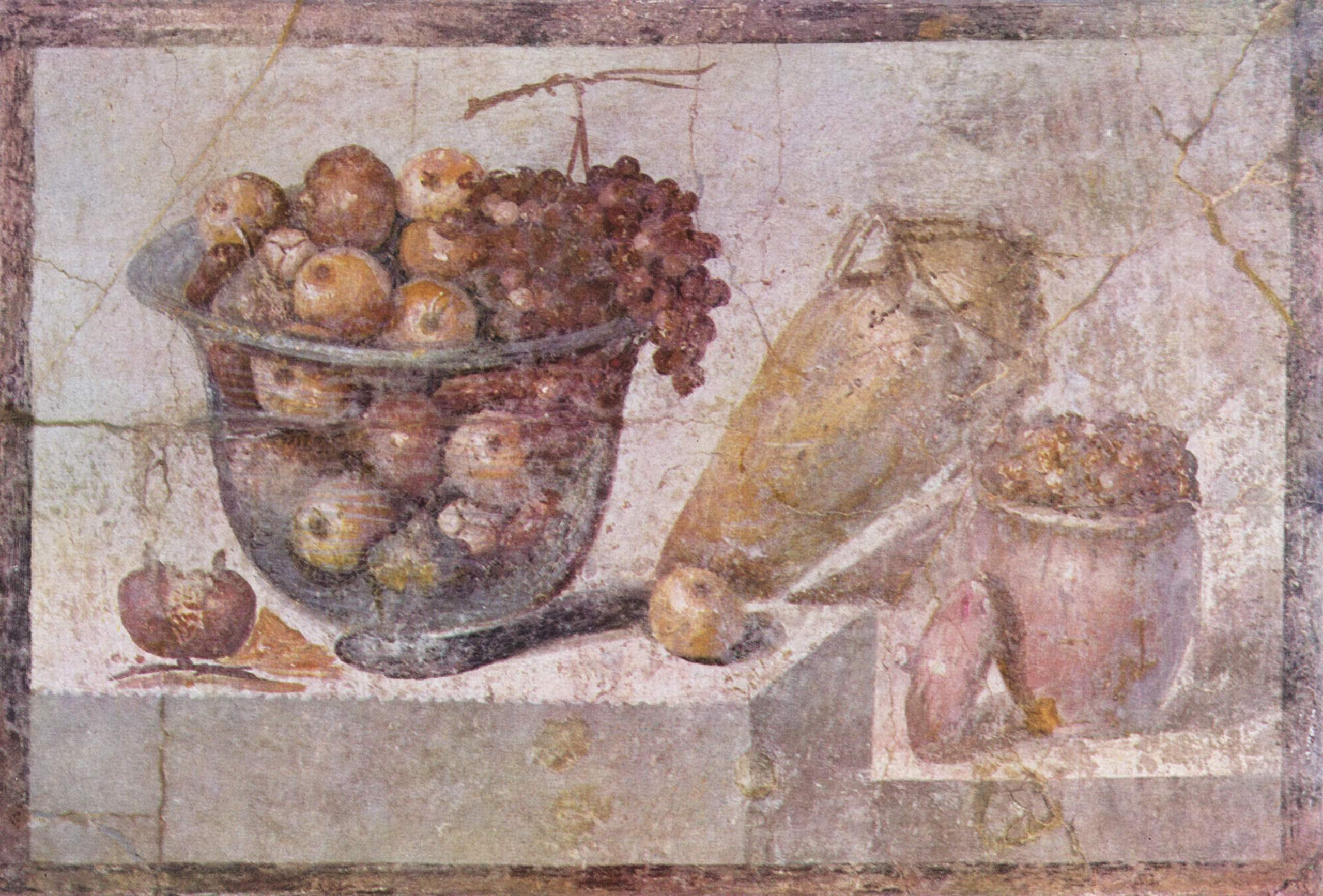
Stillleben
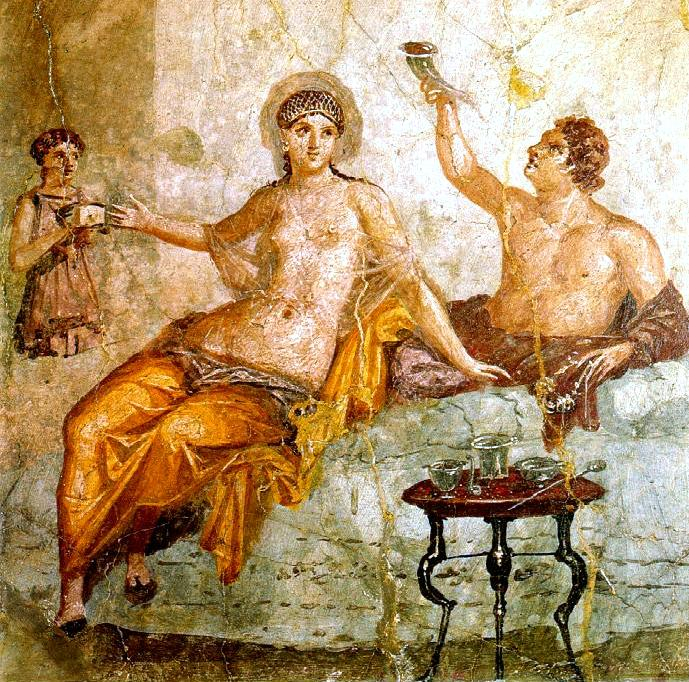
Bankettszene

## Dekoration und Raumfunktion
Es ist sicherlich davon auszugehen, dass viele Malereien Bezug auf die Funktion des Raumes nahmen und auch den Geschmack und die finanziellen Möglichkeiten des Auftraggebers widerspiegeln. Generell kann festgestellt werden, dass Nebenräume viel weniger aufwendig als Repräsentationszimmer gestaltet wurden. Die Verbindung von gemalten Themen und der Raumfunktion ist jedoch überraschend selten wirklich eindeutig. In Gelageräumen wurden gerne Stillleben und dionysische Szenen angebracht, doch kommen hier auch andere Themen vor und diese Szenen finden sich wiederum auch in Räumen, die sicherlich keine Gelageräume waren. Im Macellum, dem Fisch- und Fleischmarkt von Pompeji finden sich im obersten Register der Malereien Fische, die also klar Bezug zur Funktion des Baues nehmen. In der Hauptzone befinden sich dagegen mythologische Bilder, wie Argos und Io oder Odysseus und Penelope. Die Verbindung zur Funktion des Baues ist schwer nachvollziehbar.